# Airbus A350
Pour les articles homonymes, voir A350 (homonymie).
L'Airbus A350 est un avion de ligne long-courrier et gros porteur construit par l'avionneur européen Airbus depuis 2012. Initialement conçu comme un modèle dérivé de l'A330, il est décidé à la mi-juillet 2006 d'en revoir le concept à la suite des réactions des compagnies aériennes et de le munir d'un fuselage plus large, à la fois par rapport aux A330 et A340, mais surtout face à son principal concurrent, à cette époque, le Boeing 787. Cette évolution permet aujourd'hui à l'A350 de concurrencer aussi le nouveau Boeing 777X, que Boeing n'a pas encore commencé de livrer, dont le premier vol a lieu en janvier 2020.
Le projet a été ainsi rebaptisé « A350 XWB », pour eXtra Wide Body – « fuselage extra-large », en anglais. Cette modification tardive, ainsi qu'une conception faisant davantage appel aux matériaux composites, ont fortement augmenté les coûts de conception de l'avion et ont reporté de 2011 à 2014 son entrée en service.
Il a effectué son premier essai en vol, le 14 juin 2013 à 10 h, à Toulouse-Blagnac. La première certification de type est délivrée le 30 septembre 2014 par l'AESA. L'appareil obtient ensuite, pour la première fois dans l'histoire, la certification ETOPS 370 avant sa première livraison, le 15 octobre 2014. Enfin, la FAA délivre sa certification de type à l'A350-900 le 12 novembre 2014 à la suite de laquelle le premier exemplaire d'A350-900 (MSN6) est livré à Qatar Airways le 18 décembre 2014. La cérémonie de la livraison a lieu à Toulouse en grande pompe, le 22 décembre 2014. Quatre jours plus tard, l'appareil commence par effectuer quatre rotations par jour entre Doha et Charjah, pour des vols d'entraînement sans passagers. Finalement, le 15 janvier 2015, MSN6 réalise son premier vol commercial de Doha à Francfort, en respectant le calendrier prévu.
L'A350-1000 a obtenu sa certification de type le 21 novembre 2017. Après plusieurs reports dus aux difficultés d'intégration de la classe affaires QSuite, le premier A350-1000 de série, MSN88 a été officiellement livré à Qatar Airways le 20 février 2018, accessoirement dernier jour de Fabrice Brégier à la tête d'Airbus Avions Commerciaux. En dépit d'une qualification de type commune (Common type rating) avec l'A330 accordée par l'EASA, l'A350 XWB est un nouvel avion, et non pas une évolution de l'A330 comme envisagé au début du programme. Les moteurs, l'aile, et la structure sont propres à l'A350 et il dispose d'un certificat de navigabilité de type différent de celui de l'A330 (EASA.A.151 pour l'A350, EASA.A.004 pour l'A330).
Les six premiers appareils accumulent 7 400 heures de vol avec 98 % de fiabilité, à la fin du mois de septembre 2015,. Au contraire des difficultés rencontrées par les programmes de l'A380 et du B787, l'A350 ne subit donc guère de problèmes de jeunesse. Son cockpit noirci et son bout d'aile recourbé le rendent facilement identifiable. À l'inverse du programme A380 dont la production a été abandonnée, le gros porteur A350 est un succès commercial, dont le total de commandes dépasse les mille-trois-cents appareils en 2024.
Le 30 septembre 2022, le 500e Airbus A350 a été livré à la compagnie aérienne Iberia, 8 ans après la mise en service de l'appareil.
Cette livraison marque également l’introduction d'une nouvelle norme de production qui apporte des améliorations supplémentaires en matière de performances et de cabine pour les A350-900 et A350-1000. Par rapport aux normes précédentes, il apporte une réduction de masse allant jusqu’à 1,2 tonne en optimisant les systèmes et les structures et en augmentant l’utilisation de matériaux de pointe qui représentent déjà plus de 70 % de l’avion. La masse maximale au décollage est également augmentée de 3 tonnes, permettant à chaque modèle de maintenir sa capacité de portée maximale, au-delà de 8 000 NM, tout en transportant une charge utile accrue.
En outre, la nouvelle norme comprend une cabine intérieure plus large au niveau des accoudoirs. Cette augmentation de l’espace cabine donne aux compagnies aériennes la flexibilité d’offrir plus de 30 sièges supplémentaires dans une configuration typique en trois classes. Les hublots électrochromatiques sont par ailleurs désormais disponibles en option, à l'instar des Boeing 787 et 777X.
Ces évolutions ont contribué à relancer les commandes qui ont atteint leur plus haut niveau historique depuis 2006, dépassant celles des années 2007 et 2013, avec 300 appareils commandés en 2023, ce qui permet à l'A350XWB de dépasser désormais largement le seuil des 1 000 commandes. Par ailleurs, avec 134 commandes et sept nouvelles compagnies aériennes clientes, la version A350-1000 atteint pour la première fois un niveau de commande proche des 151 commandes de l'A350-900.

## Historique

### Programme initial
Airbus et Boeing sont confrontés depuis les années 1970 à un marché de plus en plus marqué par la hausse continue du prix du pétrole, donc du kérosène.
Après le lancement du nouveau projet 7E7 de Boeing, marqué par la recherche du meilleur rendement (d'où le « E » pour efficiency : rendement), Airbus se décide en septembre 2004 à étudier un nouvel appareil. Les ingénieurs d'Airbus, encore mobilisés par les études de l'A380, reprennent alors les travaux portant sur l'allongement du rayon d'action de l'A330-300 en proposant de lui adjoindre une nouvelle voilure en matériaux composites.
Le programme initial de l'A350 est officiellement annoncé le 6 octobre 2005 par EADS, maison-mère d'Airbus.
Celui-ci comporte deux versions, l'A350-800 et l'A350-900, capables de transporter de 250 à 300 passagers sur des trajets sans escale de 13 900 à 16 300 kilomètres. Ces deux premières versions de l'A350 sont très proches de l'A330 : même structure en aluminium, même taille, sauf pour la version 900 qui est plus longue d'1,6 mètre que l'A330-300.
Pour propulser l'A350, Airbus a sollicité le motoriste General Electric avec les réacteurs de la série GEnx, qui équiperont aussi le B-787, et Rolls-Royce avec une autre version de la famille Trent, le 1700.
Initialement positionné comme une riposte face au 787 et à certains modèles du 777 de Boeing, il s'avère aussi un concurrent pour l'A330. Airbus souhaitait surtout ne pas faire de l'ombre aux nouvelles versions de l'A340, malgré les signes annonciateurs du désintérêt grandissant des compagnies aériennes pour les quadriréacteurs de moins de quatre-cents passagers.

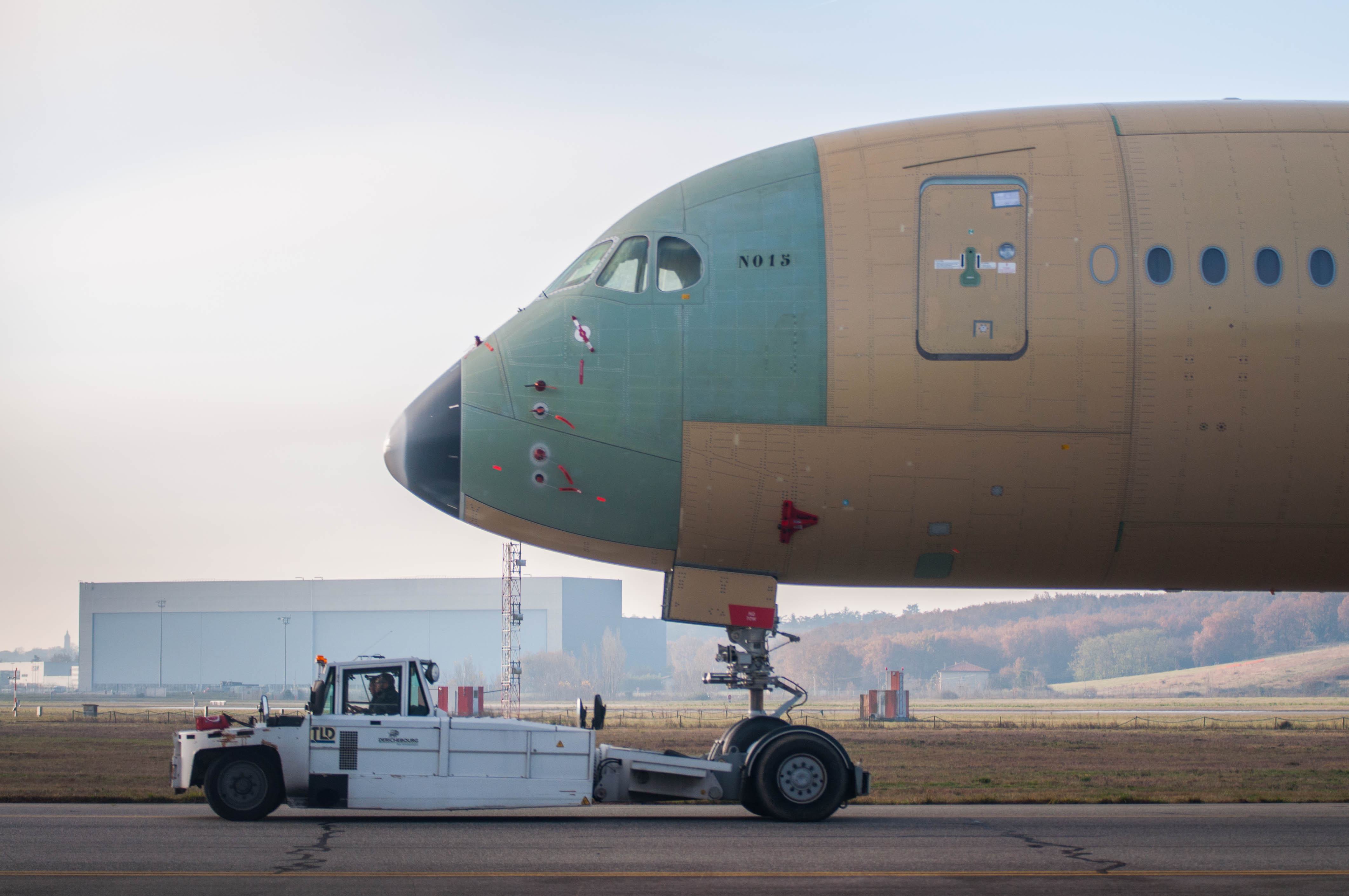
Un appareil en cours de production (en décembre 2014).

Lors du lancement du programme en octobre 2005, le marché semblait donner raison à Airbus, car l'A350 comptait 140 appareils en commandes fermes de la part de neuf compagnies clientes. Le premier prototype de l'A350 devait voler initialement en 2009 avec une mise en service attendue pour 2011.

### Effet de la concurrence
Fin mars 2006, Steven Udvar-Hazy, président fondateur d’ILFC, compagnie de location d'avions et deuxième acheteur mondial d’avions civils, affirme publiquement qu'Airbus devrait revoir de fond en comble son A350, sous peine de devoir se contenter de 25 % d'un marché promis au quasi-monopole du 787 de son rival Boeing. Après le gel par la compagnie Emirates de ses commandes d'A340-600 qui sont jugés plus chers à exploiter que les très long-courriers de la famille 777 de Boeing, le doute s'installe chez Airbus.
Le 11 mai 2006, la chaîne d'information française BFM TV annonce la possibilité pour Airbus d'abandonner le projet, ou de le repenser en raison du faible nombre de commandes face à son concurrent le Boeing 787. La raison évoquée serait la consommation de carburant, supérieure de 20 % à celle du Boeing 787.

### Nouveau programme

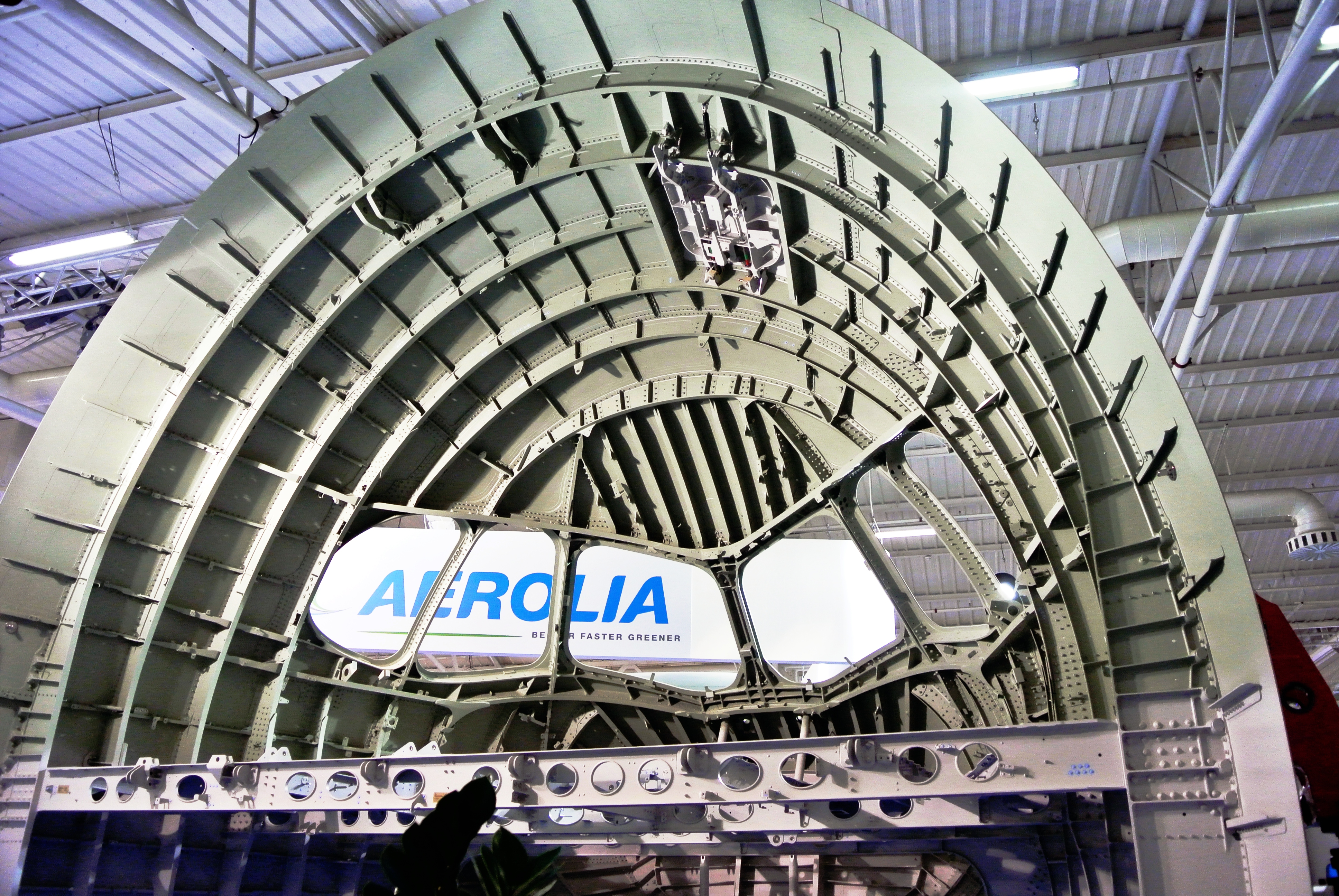
Tronçon no 11 (cockpit) avec une forme sophistiquée.

Le 16 mai 2006, Noël Forgeard, coprésident du groupe EADS, déclare au Salon aéronautique international de Berlin qu'Airbus présenterait à l'été 2006 un nouveau projet avec de substantielles modifications par rapport à celui de l'A350. La presse évoquera pendant un temps les noms d'A370 ou d'A280 pour ce projet, même si ceux-ci n'ont jamais été officiellement utilisés par Airbus.
Le 17 juillet 2006, Christian Streiff, nouveau président d'Airbus, a présenté au Salon aéronautique de Farnborough le nouveau programme de l'A350 baptisé A350 XWB pour EXtra Wide Body.
Compte tenu des modifications, le budget de développement est passé d'environ 3,5 à 9,5 milliards d'euros. Le fuselage du nouvel appareil sera équipé de hublots agrandis et sera plus large que celui du 787 de 30 cm. La construction fera davantage appel aux matériaux composites. L'aile aura 33° de flèche et sera munie d'un nouveau type d' ailette de bout d'aile incurvée.
Destiné à remplacer à terme la famille des A330/A340, l'A350 XWB devait être disponible en trois versions principales plus cinq variantes, au lieu des deux versions prévues à l'origine. Tout en demeurant un concurrent du Boeing 787, celui-ci devait aussi concurrencer le Boeing 777. Les objectifs de Airbus étaient alors de transporter jusqu'à 350 passagers (en trois classes) et d'atteindre 18 000 km de rayon d'action.
Le financement de ce nouveau projet a été décidé par le conseil d'administration du groupe EADS en décembre 2006.

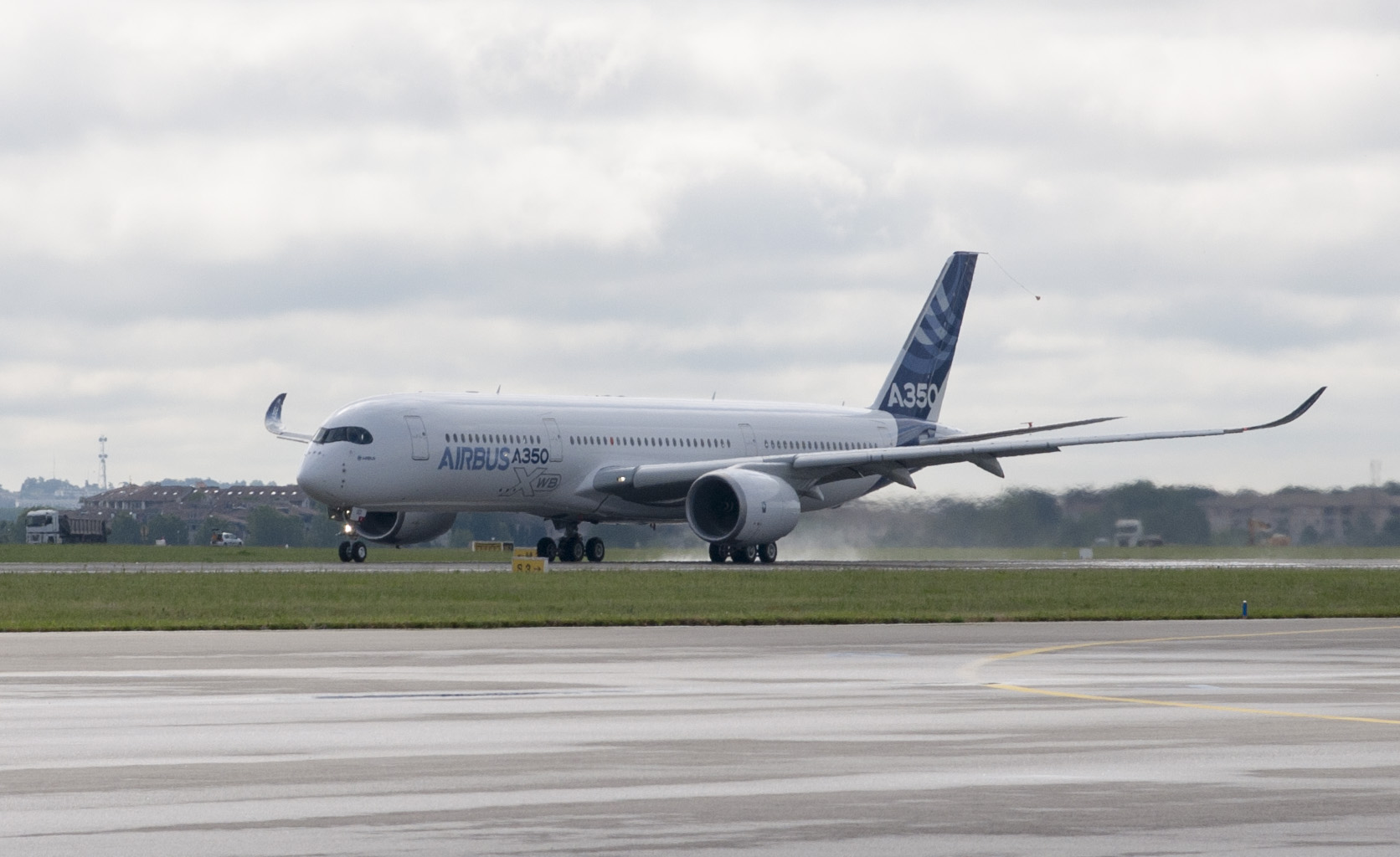
Le premier prototype lors du premier vol, en 2013.

### Développement
Le développement de l'A350 s'effectue dans un contexte tendu avec, d'une part, une crise structurelle au sein du groupe EADS et d'autre part, une concurrence exacerbée entre Airbus et Boeing dans le cadre d'une forte valorisation de l'euro face au dollar et la flambée du prix du pétrole.
Les compagnies aériennes clientes dictent les évolutions du projet sur fond de surenchère technologique entre Boeing et Airbus, obligeant ce dernier à utiliser de façon plus importante les matériaux composites afin de réduire la masse à vide. Les matériaux employés sont des matériaux composites (53 %), de l'aluminium ou de l'alliage aluminium-lithium (en) (19 %), du titane (14 %) et de l'acier (6 %).
En juin 2008, Airbus décide de proposer des variantes à plus faible rayon d'action pour les trois versions de l'A350 XWB afin de limiter la masse de l'avion et réduire les coûts opérationnels. Proposer des variantes plutôt qu'une version dédiée, à l'instar du Boeing 787-3, lui permet ainsi de réduire les coûts de développement tout en élargissant la gamme des A350 XWB.
Le 15 novembre 2009, Airbus remit définitivement des documents requis en faveur de la certification de l'A350-941 à l'Agence européenne de la sécurité aérienne.
Le prototype de l'A350 XWB effectue son premier vol d'essai de quatre heures le 14 juin 2013 avec une mise en service attendue à l'été 2014, mais une utilisation plus importante de matériaux composites afin de limiter la masse du nouvel avion pourrait entraîner des retards dans ce calendrier. Les matériaux composites représentent 53 % de la masse structurale de l'appareil, contre 19 % pour l'alliage aluminium-lithium. Ceci n'a pas empêché en 2009 une masse supplémentaire constatée de 2,2 tonnes sur l'A350-900 à 115,7 tonnes alors que les premiers 787 assemblés et non livrables souffriraient d'un problème d'embonpoint de 6 tonnes par rapport à la spécification de Boeing (MZFW, c'est-à-dire la masse maximale structurale sans carburant, de 161 tonnes). Cela serait une des raisons pour laquelle Airbus a reporté son assemblage des premiers appareils d'essai.
Cinq appareils sont prévus pour les vols d'essai pour un total de 3 000 heures répartis sur quinze mois, à partir de mai 2013. Les MSN2 et MSN5 sont équipés d'une cabine passagers afin de valider au plus tôt les caractéristiques de confort acoustique du fuselage, de compatibilité électromagnétique et de confort. Donc, MSN 6 deviendra l'appareil qui effectuera le premier vol commercial auprès de la compagnie Qatar Airways tandis que Singapore Airlines aussi recevra sans délai MSN 8.
Le projet ayant pris du retard, l'assemblage final du premier A350 XWB MSN5000, destiné aux tests statiques, débuta le 5 avril 2012,. Celui de MSN1 pour le premier vol fut enfin démarré le 23 octobre 2012. Les trois mois de nouveau retard sont expliqués par la fabrication de deux premières paires d'ailes pour MSN1 et MSN2. En effet, en raison des difficultés entre l'usage de nouvelles technologies et maturité industrielle, les responsables de la chaîne d'assemblage final de Broughton décidèrent de les  assembler manuellement, afin d'éviter des fautes de programmation (bugs). Il faut plus de 15 000 opérations accompagnées de changements d'outils, outils complètement nouveaux. À partir de la troisième paire, le problème n'existe plus.
Concernant les batteries lithium-ion qui sont 30 % moins lourdes, le choix d'Airbus est un peu différent. D'une part, le constructeur européen a prévu d'installer quatre batteries d'une tension de 28 volts sur l'A350XWB au lieu des deux du 787, deux batteries servant aux fonctions primaires (allumage de l'APU également) et les deux autres pour les fonctions de secours. D'autre part, Airbus s'adressa à Saft, leader mondial dans le domaine et qui possède 70 % de part de marché dans l'aéronautique alors que la synthèse des deux batteries de 32 volts de Boeing est plus compliquée : c'est Thales qui est maître d'œuvre des équipements ; GS Yuasa fabrique l'électrochimie ; l'électronique revient à Securaplane, une filiale de Meggitt. Enfin, le constructeur décida, le 15 février 2013, de retourner à son Plan (projet) B, à savoir les batteries traditionnelles nickel-cadmium, afin d'assurer la première livraison sans délai.
Le premier prototype MSN1, immatriculé F-WXWB, a effectué son premier roulage sans moteur le 26 février 2013. Le premier vol a eu lieu le 14 juin 2013 à Toulouse-Blagnac de 10 h à 14 h 6.
Le second prototype MSN3, immatriculé F-WZGG, a effectué son premier vol le 14 octobre 2013 à Toulouse-Blagnac et ce conformément au programme initialement prévu pour la campagne de certification. Cet appareil est destiné aux essais de performance de l'A350 XWB. Le troisième prototype MSN2, immatriculé F-WWCF, est sorti d'usine le 2 janvier 2014. Cet exemplaire arbore une livrée spéciale dite « Carbone », rappelant que l'A350 est fabriqué avec 53 % de matériaux composites. MSN2 est par ailleurs le premier A350 à disposer d'une véritable cabine pouvant accueillir des passagers (elle sera d'abord utilisée pour effectuer les tests systèmes et air conditionné avant de recevoir des passagers, plus tard dans l'année).
L'A350-941 obtient son certificat de type le 30 septembre 2014 de la part de l’Agence européenne de la sécurité aérienne, conformément au calendrier prévu par Airbus.

Les cinq prototypes A350-941
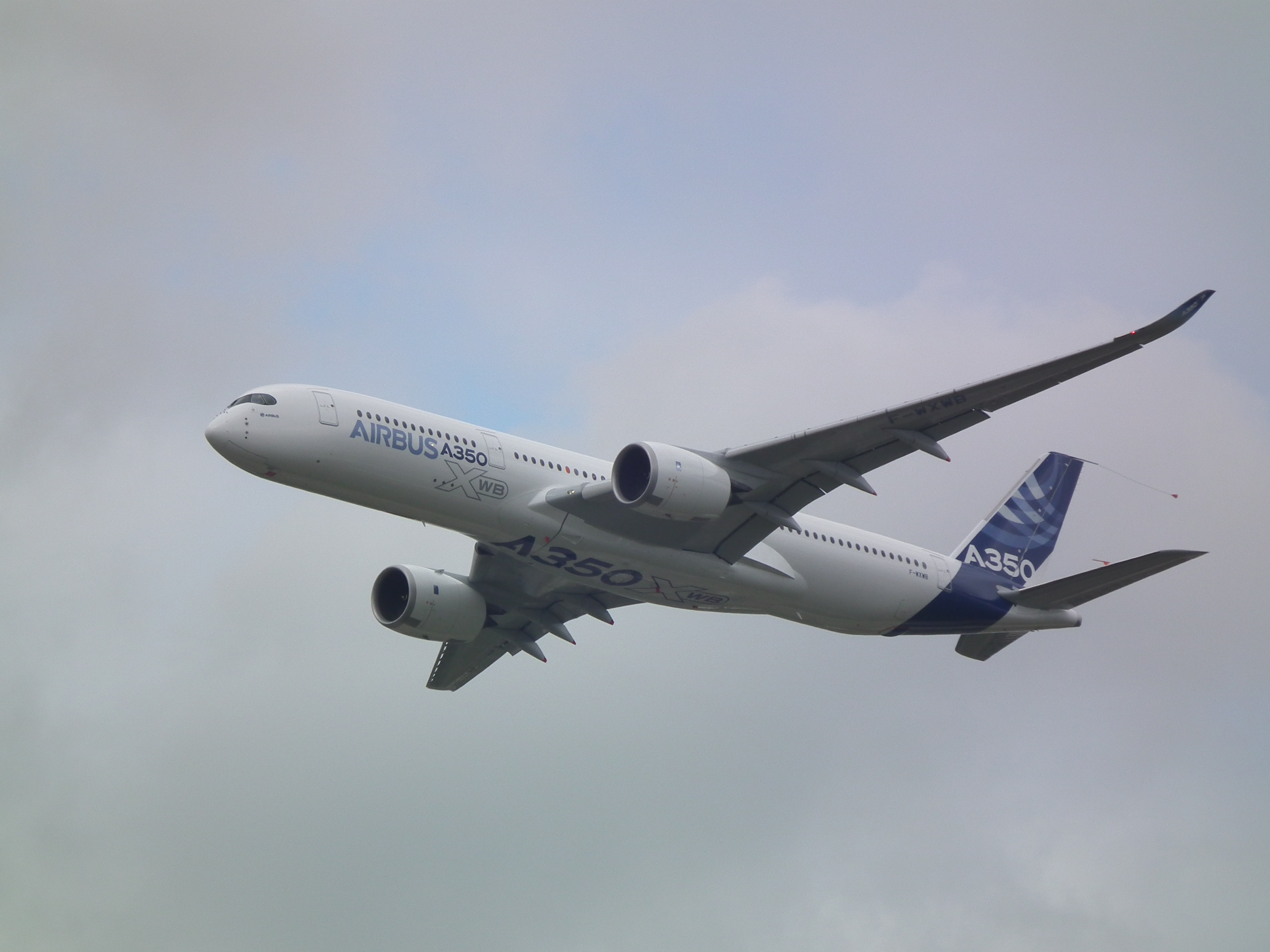
MSN001 (toujours appareil d'essai)
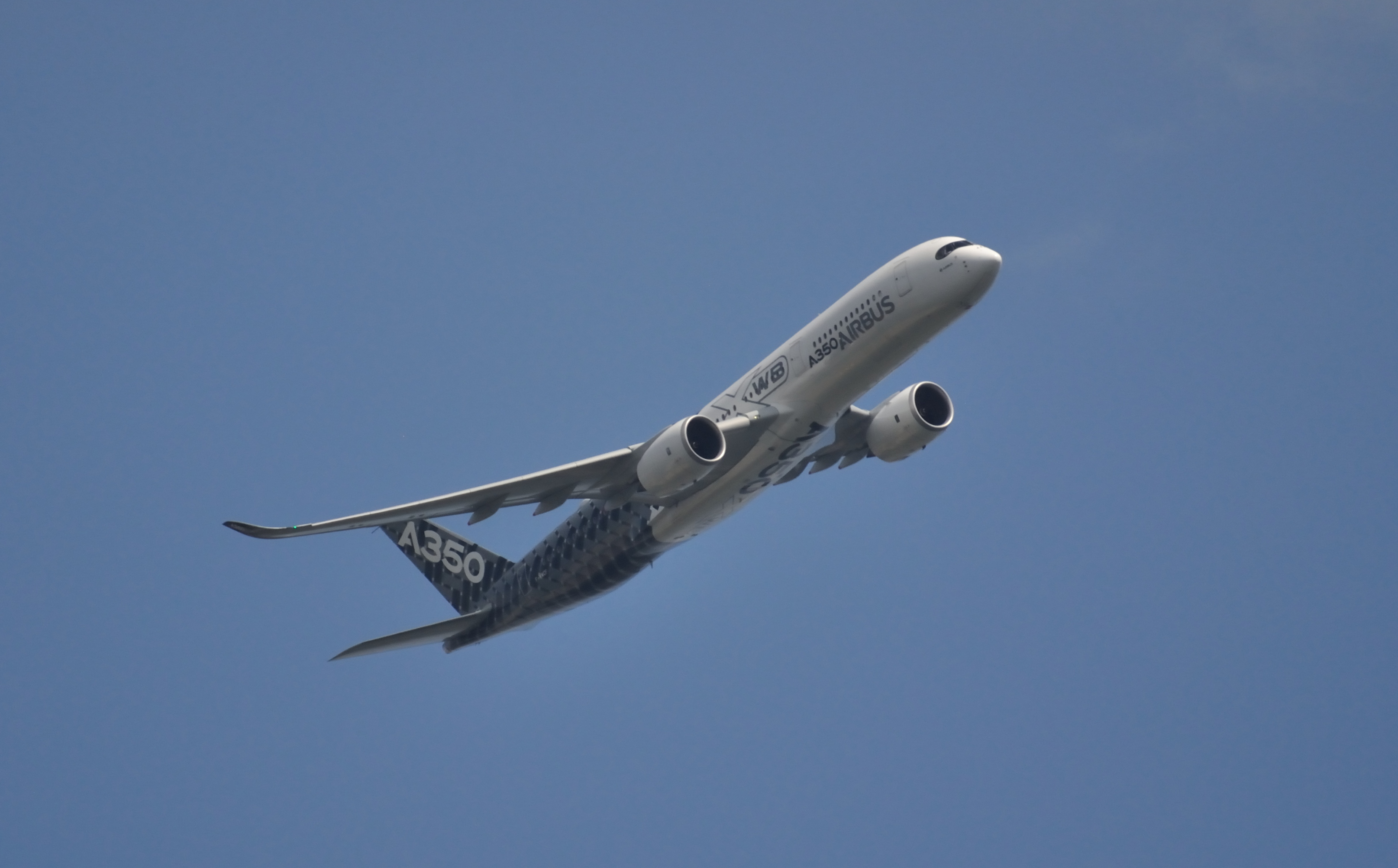
MSN002 (toujours appareil d'essai)
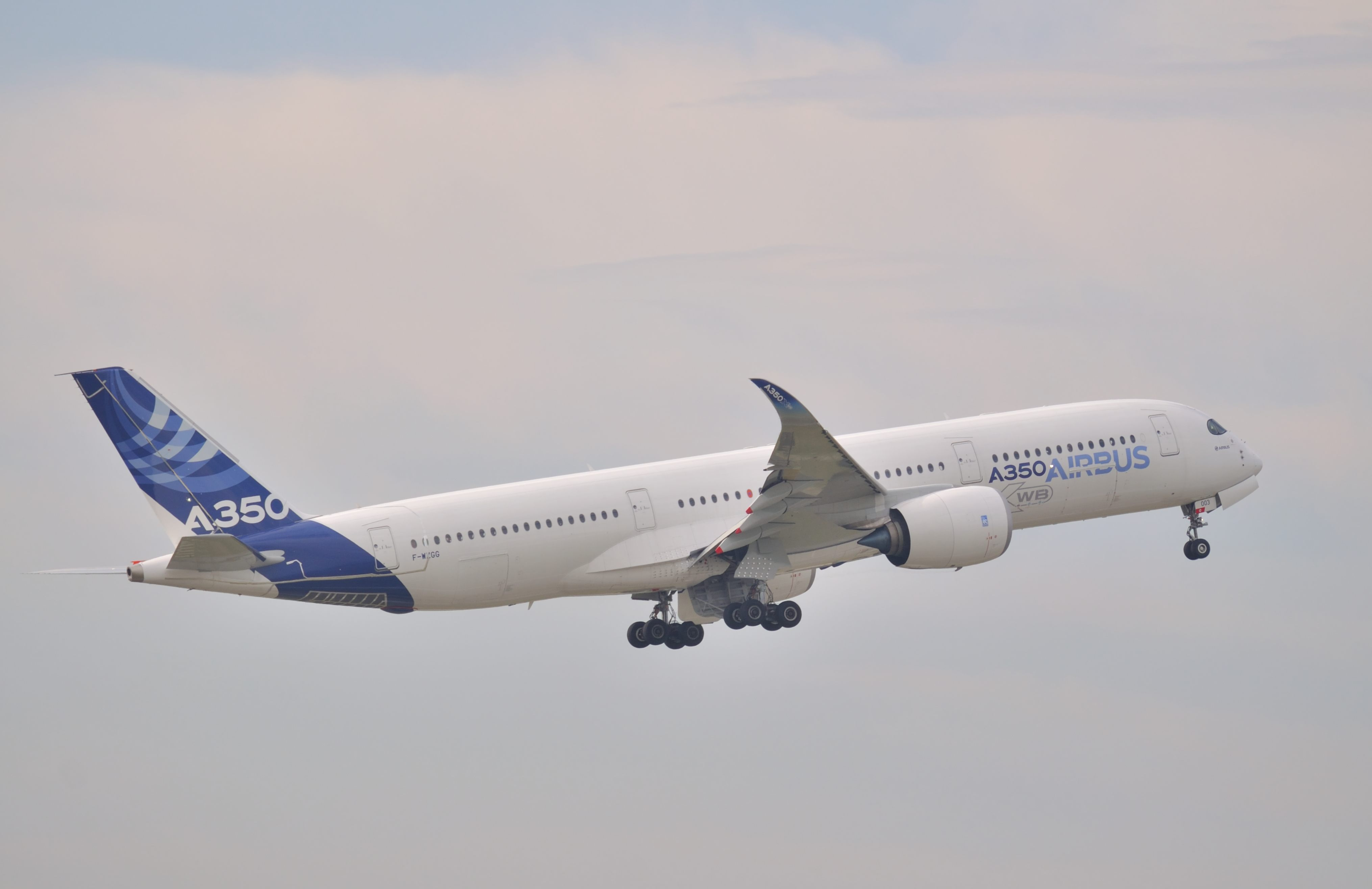
MSN003 (en stockage)
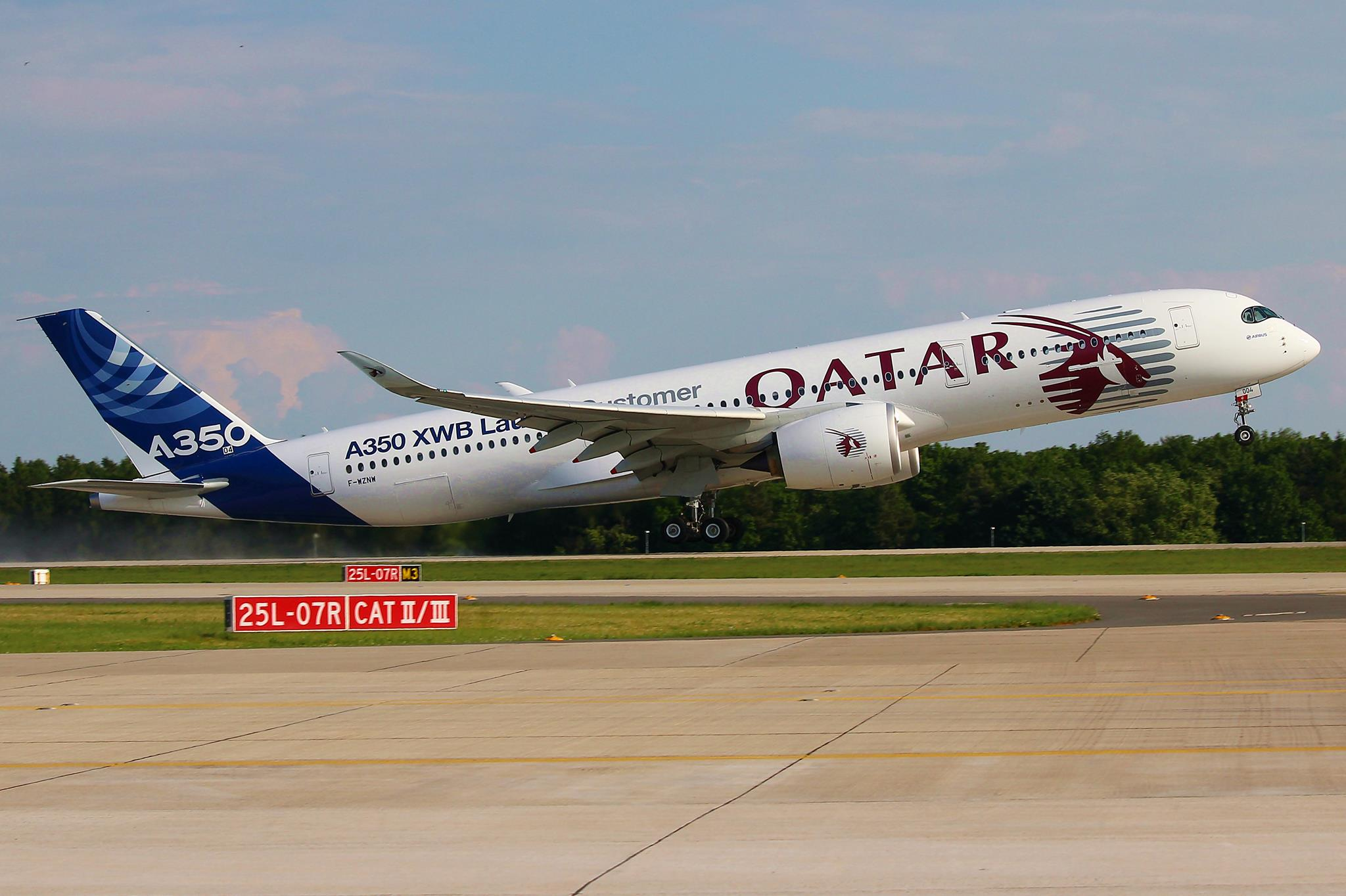
MSN004 (en 2024 radiation et transféré à l'UIMM Occitanie Adour-Pyrénées pour la formation)
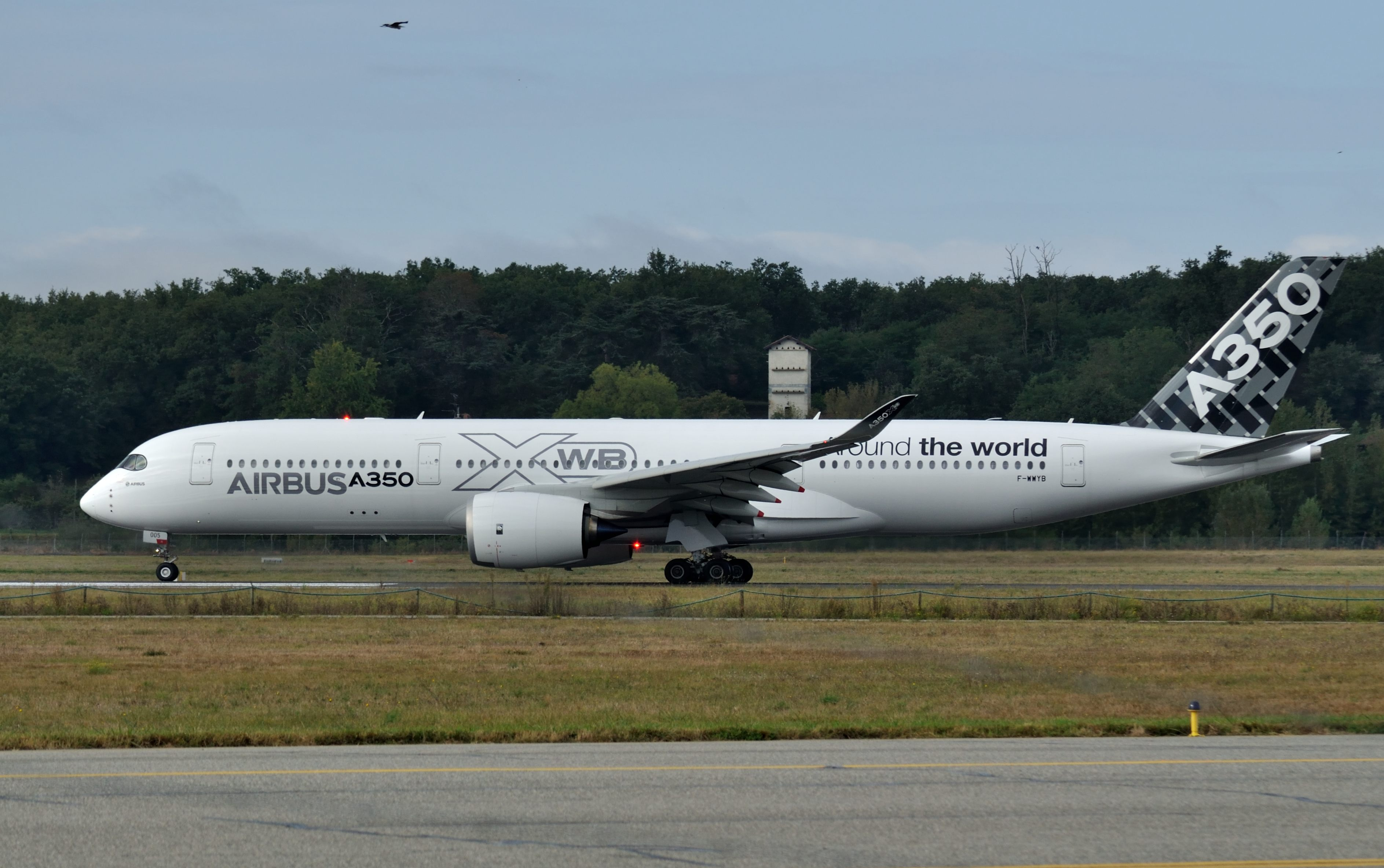
MSN005 (devenu French bee F-HREU en 2017)

### Défis d'Airbus

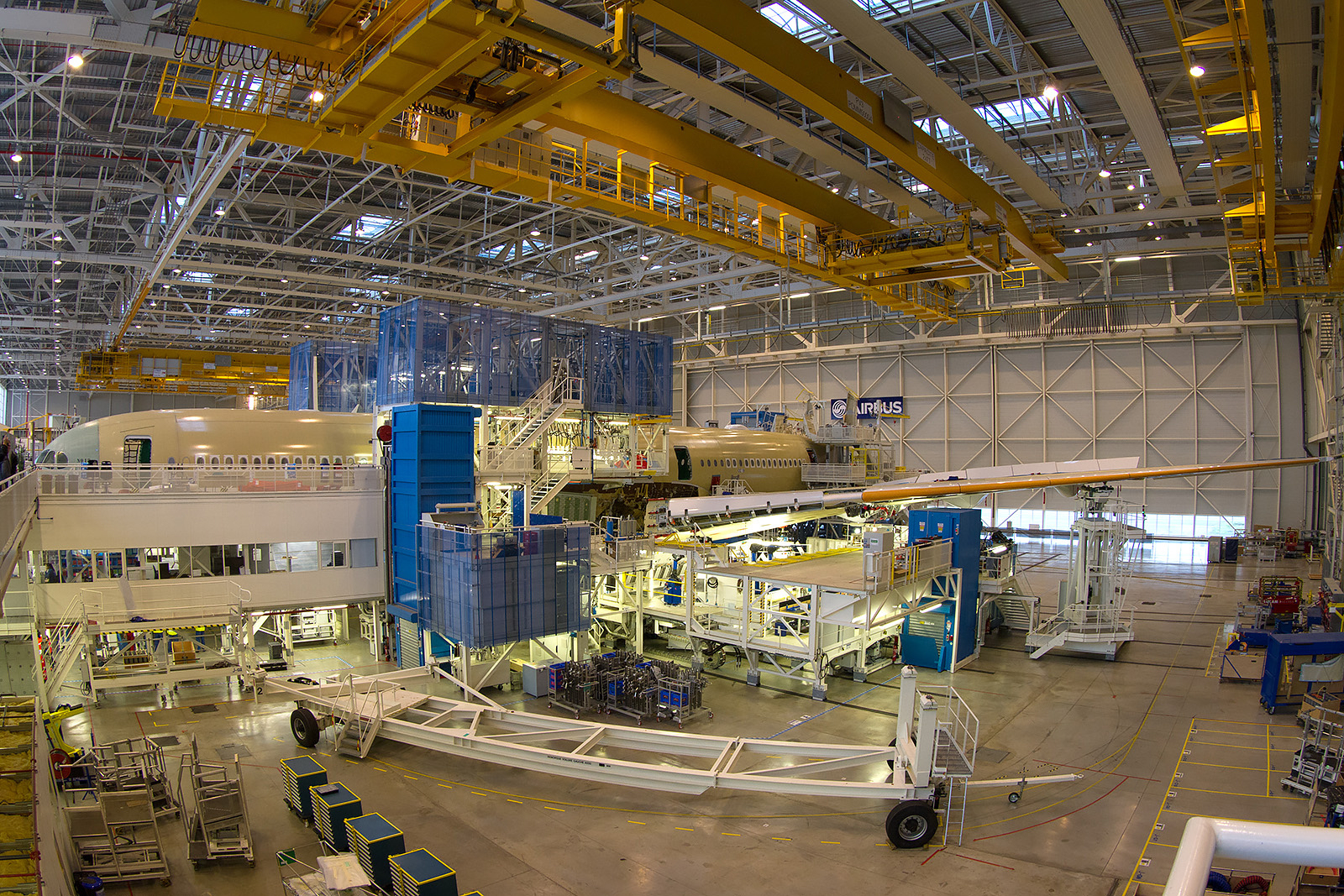
Assemblage final d'un appareil à Toulouse.

Certes, il fallait que le constructeur règle un nouveau problème chaque jour, selon Didier Evrard, responsable du programme A350, en mai 2012, étant donné qu'il s'agit d'un tout nouvel appareil, avec une utilisation très intensive des matériaux composites, et avec une rupture sur la fabrication du fuselage. Prudemment, Airbus décide, en dépit des quelques mois de retard nécessaires, de construire son fuselage à partir de quatre grands panneaux, deux formant les flancs, auxquels s'ajoutent le panneau du dessous et le pavillon alors que celui du B787 est fabriqué d'un seul tenant en autoclave. Ces choix d'Airbus dans la conception semblent l'emporter sur ceux de Boeing à la suite de l'incendie d'un B787 à Londres en juillet 2013.
De plus, l'A350 n'est produit qu'à 50 % par des fournisseurs extérieurs au groupe, contre 70 % pour le Dreamliner (787), ce qui est une des causes des retards très importants sur la conception. Par ailleurs, Airbus, toujours par différence avec Boeing, a renoncé provisoirement aux batteries au lithium pour rester fidèle à la technologie du nickel-cadmium, jusqu'à ce que la nouvelle technologie soit considérée suffisamment mûre pour emporter la confiance des clients et des actionnaires alors que la mauvaise gestion des risques sur le 787 a obligé Boeing à clouer au sol ses avions fabriqués, qui avaient déjà été livrés avec plusieurs années de retard. Ainsi les retards de Boeing étaient constatés non seulement sur la conception, mais aussi sur la fabrication, contrairement à Airbus.
Un autre défi du constructeur de Toulouse concernait son rythme de production. En mai 2015, Airbus recevait des pièces équivalant à trois exemplaires par mois, la production de l'A350 était alors fortement contrôlée et spontanément ralentie, comme le précisait Didier Evrard, le responsable, afin d'éviter le risque du développement, notamment en raison de l'utilisation de nouveaux matériaux. Alors que Boeing prévoyait 168 livraisons de Boeing 787 par an à la fin de la décennie, Airbus avait fixé en 2016 l'objectif d'atteindre une cadence de 15 exemplaires par mois, soit 180 appareils en un an. Dès 2018, la cadence de dix exemplaires par mois a pu être atteinte, l'assemblage d'un appareil s'effectuant en 10 semaines, au lieu de 14 semaines pour les A330. Plusieurs assemblages étant effectués dès que les tronçons arrivaient à Toulouse. Dès lors, l'assemblage a pu s'accélérer pour permettre au constructeur européen d'atteindre son objectif de livraison.
À la suite du succès des vols d'endurance et d'évaluation en ligne en août 2014, ainsi que la fiabilité de l'A330, l'A350XWB décrocha, le 15 octobre 2014, la certification ETOPS 370 qui permet de couvrir la quasi-totalité des itinéraires aériens dans le monde, notamment ceux dans l'hémisphère Sud entre l'Australie/Nouvelle-Zélande et l'Amérique du Sud ou l'Afrique du Sud. Airbus n'écarte pas cependant la possibilité de permettre une éventuelle certification ETOPS 420, destinée aux compagnies aériennes qui souhaiteraient réaliser des vols trans-Antarctique.
Après les années marquées par la baisse du trafic aérien, liée à la crise du COVID-19, et face à la nouvelle dynamique du segment des gros-porteurs, l’avionneur européen a décidé d’augmenter à 12 appareils la cadence de production mensuelle de l’A350 en 2028. En février 2024, il visait 10 A350 par mois en 2026. (Il vise toujours une cadence de 4 pour l’A330 en 2024)..

### Appareil d'une nouvelle génération
Comme le B787, l'A350 est un avion conçu avec de dernières technologies, qui possède plusieurs caractéristiques nouvelles. 
En profitant d'un fuselage en composite, l'A350 est capable de voler au niveau de 12 500 mètres (autorisé jusqu'à 13 137 mètres). Avec cette altitude, non seulement la consommation de carburant est moindre mais aussi l'appareil peut éviter plus facilement les orages et les turbulences. En dépit de ce niveau, la pression de cabine est équivalente au niveau de montagne de 6 000 pieds (=1 800 mètres) au lieu de 8 000 pieds (=2 440 mètres) des avions des générations précédentes en aluminium. Cette amélioration contribue à diminuer la fatigue des passagers. Une de ses dernières technologies adoptées est les ailes biomimétiques morphing. Inspirés par de grands oiseaux desquels les ailes peuvent se déformer en temps réel, ces ailes sont capables de réduire l'effet de turbulences et d'optimiser le vol,.  
La sécurité est renforcée. Ainsi, lorsque l'A350 aura connu une dépressurisation accidentelle, le pilote automatique conduira l'appareil jusqu'à l'altitude de 4 000 mètres, en cas d'absence de manœuvre de l'équipage pendant 15 secondes. Une fois l'appareil descendu à cette altitude où les masques à oxygène ne sont plus nécessaires, le vol de croisière horizontal sera rétabli, de nouveau automatiquement. La vitesse est désormais calculée par le GPS, à savoir la vitesse par rapport au sol est donnée. Les sondes, dont les sondes de Pitot qui présentent la vitesse par rapport à l'air, sont multiples. Une partie est placée à l'arrière des moteurs, dans l'optique d'éviter le givrage. Un nouveau système NAIADS (New Air and Inertia Automatic Data Swtiching) vérifie toujours ces données, et en cas d'anormalité, les écrans signalent aux pilotes avec un item rouge.
Enfin, l'A350 est un appareil plus écologique. Delta Air Lines présente que l'A350-1041 consomme 20% moins de carburant que son ancien B777. D'après les chiffres donnés par des compagnies aériennes françaises, l'A350-1041 consomme 55 tonnes de carburant entre Paris et Pointe-à-Pitre contre 72 tonnes par le B777-300ER, avion de génération plus ancienne. En ce qui concerne les vols vers La Réunion, l'A350-1041 consomme 75 tonnes de kérosène contre 100 tonnes pour le B777-300ER. L'exploitation de l'A350 produit moins de CO2. De surcroît, le nombre des sièges disponibles aussi un peu supérieur. En faveur des compagnies aériennes, cela signifie que cet appareil de nouvelle génération assure plus de rentabilité. Par ailleurs, une étude tenue à l'aéroport de Heathrow (2019) révèle que l'A350 est plus silencieux que l'A330, l'A340 et le B777.
Il est à noter qu'en décembre 2024, Boeing a livré son dernier B777-300ER (et dernier type classique passager), qui avait été assemblé déjà 5 ans auparavant, dite queue blanche. Les compagnies aériennes se mobilisent certainement vers les avions de nouvelle génération. L'A350 est actuellement un seul appareil passager dans cette catégorie, avant que le B777X n'entre en service (prévu en 2026 par le constructeur mais en 2027 voire 2028 selon Emirates). Mais celui-ci restera le seul modèle de nouvelle génération, car le B777X n'est autre qu'un B777Neo.

## Motorisation

### Fournisseur unique
L'A350 est équipé de deux réacteurs de dernière génération Trent XWB de Rolls-Royce, un réacteur entièrement nouveau et non dérivé de celui proposé sur le Boeing 787.

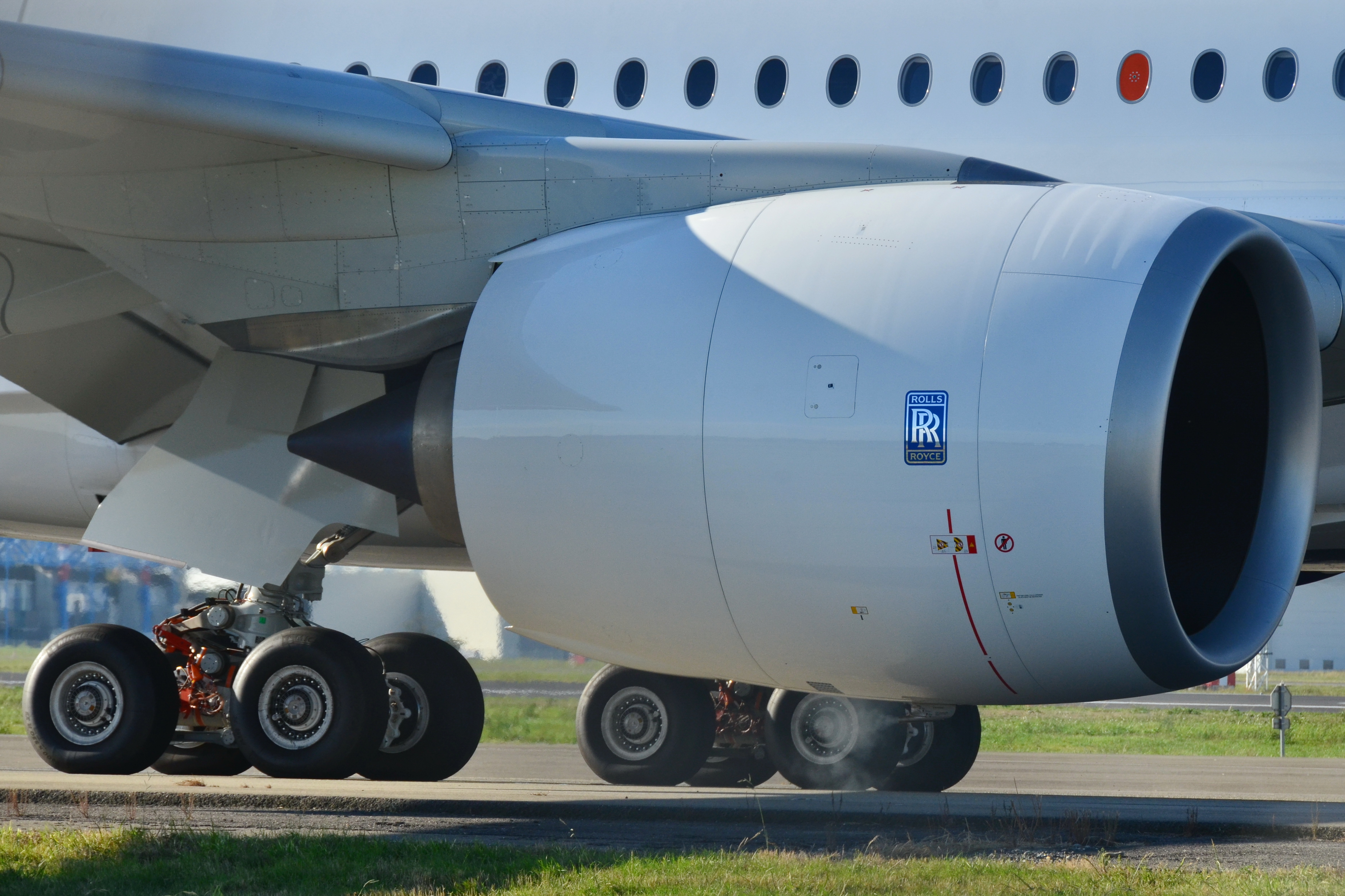
Réacteur Rolls-Royce Trent XWB-84.
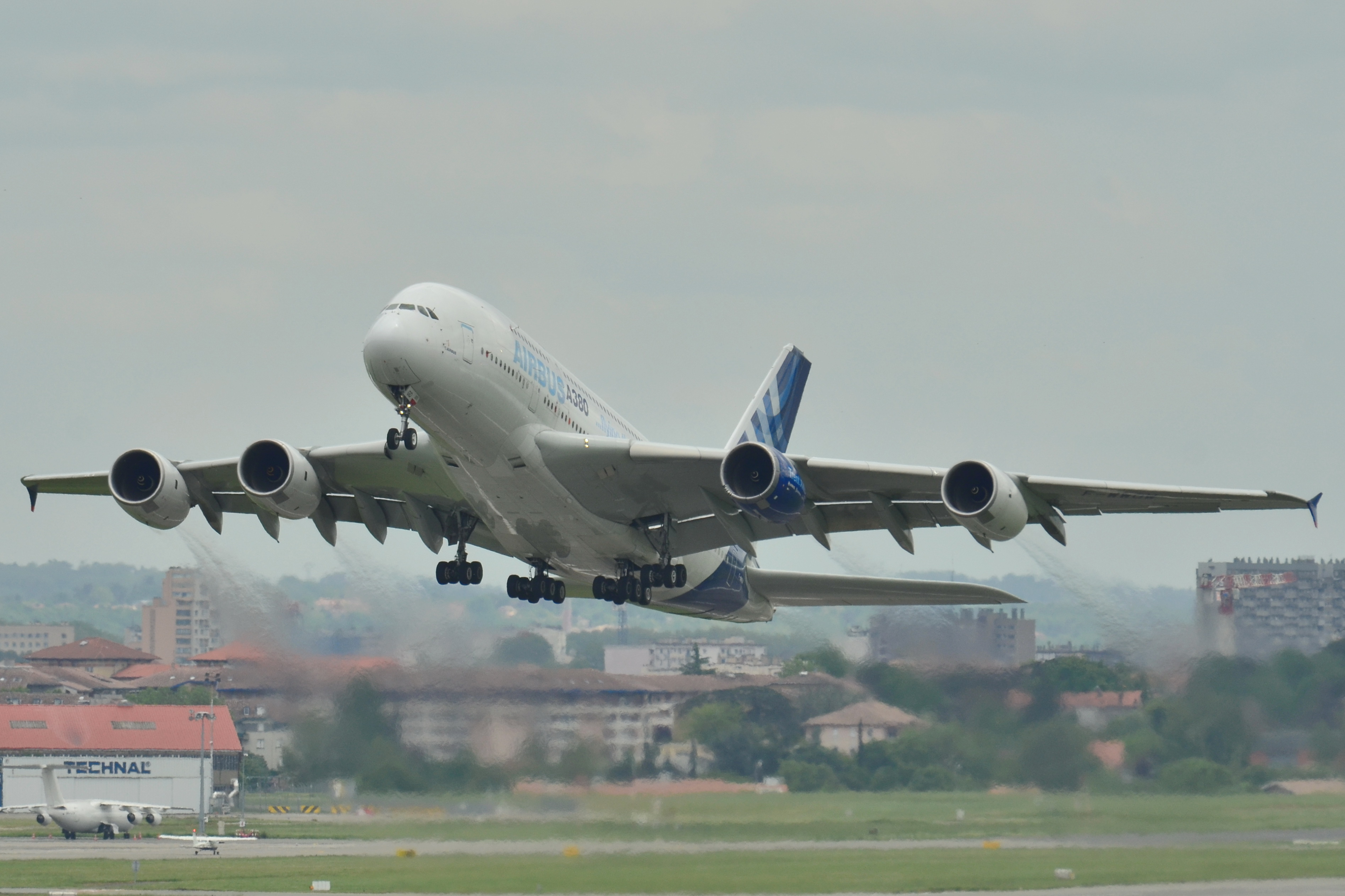
Les vols d'essai du Trent XWB-84 de Rolls-Royce furent réalisés sur un A380 (réacteur no 2 en bleu).
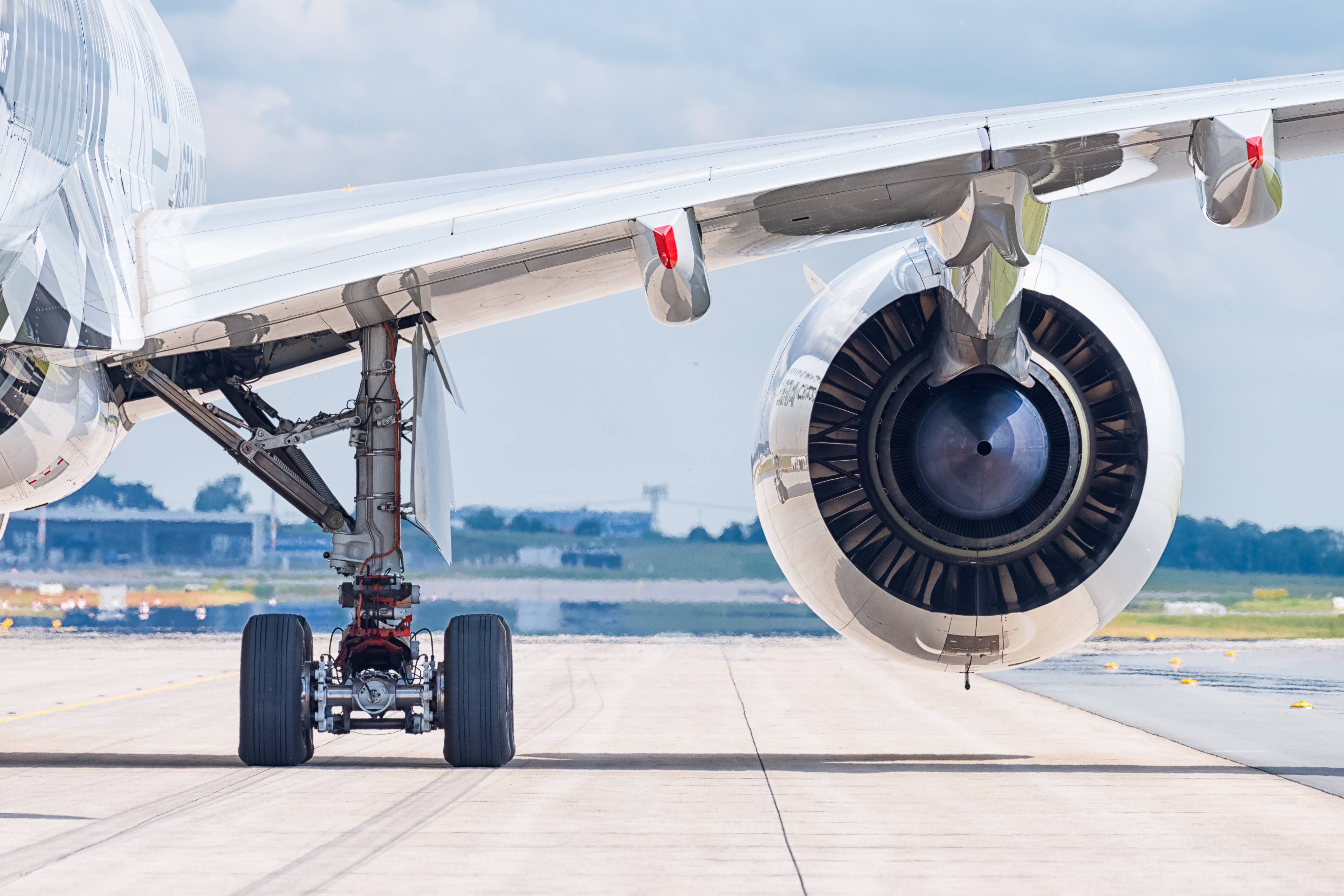
Moteur avec le train d'atterrissage. Salon aéronautique international de Berlin 2016.

Si le constructeur européen souhaitait que soient disponibles tous les moteurs à haute taille des trois fournisseurs actuels de l'A330, afin d'attirer tous les clients de ce dernier, l'A350XWB ne peut s'équiper actuellement que de celui de Rolls-Royce. La poussée du moteur de Pratt & Whitney étant insuffisante, sans nouveau développement coûteux. General Electric proposait de son côté à Airbus une variante de son moteur GEnx, qui équipait le Boeing 787, dont les performances ont été estimées trop justes pour l'A350-1000XWB. Le motoriste américain ne souhaitait pas investir dans un nouveau moteur pour Airbus car il profitait alors de l'excellente rentabilité de son moteur GE90, qui équipait exclusivement le Boeing 777-300ER, réduisant la possibilité pour les compagnies aériennes de négocier les prix des moteurs.
Cette motorisation unique de l'A350 XWB fut l'un des principaux obstacles en 2012 au contrat avec le groupe Air France-KLM, client exclusif de General Electric et de CFM International.
En novembre 2023, le président de la compagnie aérienne Emirates, Tim Clark, a déclaré que le délai prévu par Rolls-Royce entre chaque maintenance des Trent XWB-97 était beaucoup trop court. Il a précisé qu’Emirates était prête à commander entre 30 et 50 gros-porteurs A350-1000 à l’avionneur européen si le motoriste britannique améliorait ses délais et ses coûts d’entretien.
Ceci a conduit Rolls-Royce à engager, en juillet 2024, un programme d'amélioration des caractéristiques techniques et d'optimisation de la maintenance de ses moteurs Trent.

### Trent XWB-75 & XWB-79
Le Trent 1700-75 de 330 kN (75000 livres) était à l'origine prévu pour l'A350-800, complété par une version Trent XWB-79 pour les appareils « hot and high ». Ces derniers étaient destinés aux clients utilisant les aéroports situés dans la zone tropicale ou ceux de haute altitude où la densité de l'air diminue.
Malgré le retrait du catalogue de cette version de l'A350, qui avait été certifiée avec le Trent XWB-84, ce moteur demeure toujours disponible pour les compagnies aériennes qui souhaiteraient commander l'A350-900 dans sa version 'Régional' avec MTOW réduit. Structure de moteur essentiellement identique, ce réacteur peut prolonger sa vie d'usage.
L'A350-941 équipé du Trent XWB-75 a été certifié par l'EASAen mars 2019 .

### Trent XWB-84
Le Trent 1700-84 de 374 kN (84 000 livres) est la première motorisation qui a été proposée pour l'A350-900. Il s'agissait alors du plus gros moteur construit par Rolls-Royce.
Le premier test sur banc a eu lieu le 17 juin 2010 à Derby. Dérivé de la famille Trent, il est le premier à intégrer des disques aubagés monoblocs ("blisks") dans son compresseur et une turbine IP à deux étages. Il a été testé en vol sur A380 à l'automne 2011.
Le 18 février 2012, Airbus annonça que le premier vol d'essai de ce réacteur Trent XWB-84 s'était déroulé avec succès. D'une part, le moteur remplaçant l'un des quatre réacteurs du prototype A380 fonctionna parfaitement pendant plus de cinq heures de vol ainsi que jusqu'à Mach 0,9, à 84 000 livres (374 kN) de pleine poussée et à 43 000 ft (13 100 m) d'altitude. D'autre part, la qualité de ce réacteur nouvellement conçu fut confirmée : consommation de carburant réduite et niveau sonore plus faible. Les vols d'essai accumulent jusqu'à 175 heures, soit trois fois plus que les essais standards, afin que le programme puisse intégrer la correction d'éventuels problèmes liés au développement de la nouvelle génération.
Le 7 février 2013, le réacteur Trent XWB-84 (84 000 livres, soit 38 tonnes) pour l'A350-900XWB obtint sa certification européenne par l'AESA. Cette certification recouvre également ses variantes moins puissantes destinées à l'A350-800XWB, à savoir les Trent XWB-75 (75 000 livres) et Trent XWB-79 (79 000 livres). Il entra en service en 2015.

### Trent XWB-84 EP
En avril 2025, l'AESA a certifié un nouveau moteur Rolls-Royce, le Trent XWB-84 Enhanced Performance (EP). Celui-ci, dont le suffixe signifie performance renforcée ou améliorée, peut réduire la consommation de carburant de 1%. De plus, le moteur profite de plusieurs technologies améliorées telle une meilleure aéronautique de la soufflante. Non seulement les appareils neufs mais aussi les A350-941 déjà en service peuvent équiper cette version, car l'architecture du moteur demeure inchangée. Le 30 avril 2025, le premier appareil équipé de ces moteurs a été livré à Delta Air Lines, laquelle recevrait le deuxième le 15 juin. Singapore Airlines est un autre client qui en profite.

### Trent XWB-97
Pendant le développement du Trent XWB-84, les présidents de Emirates et de Qatar Airways avaient exprimé la ferme volonté que l'A350-1000 dépasse 300 tonnes de masse maximale au décollage afin de disposer d'au moins 15 000 km d'autonomie.
Pour cela, la poussée du réacteur devait atteindre 431 kN (97 000 livres) au lieu de 413 kN (93 000 livres), prévu initialement avec le modèle Trent XWB-93, et ce sans modifier ni sa taille ni son diamètre. Ceci nécessitait donc que le réacteur tourne plus vite. Un Trent XWB-84 est parvenu à atteindre les 100 000 livres de poussée, mais en conditions de laboratoire, lors d'essais au banc.
Pour cela, il a fallu trouver de nouveaux matériaux dans les parties haute pression afin de résister à une plus haute température prévue. Le nouveau réacteur est  le premier moteur du fournisseur britannique qui profite d'une nouvelle technologie, l'impression 3D, tout comme l'A350 lui-même. Elle concerne une pièce de 1,5 mètre de dimension en titane.
Le premier exemplaire du Trent XWB-97 arriva à Toulouse le 23 septembre 2015. Ses vols d'essai débutèrent le 5 novembre 2015, selon Airbus.
Des études ont été menées depuis par Rolls-Royce pour la mise en œuvre éventuelle d'une version de 470 kN (105 000 livres) afin d'équiper une éventuelle version allongée de l'A350. Face aux difficultés de Rolls-Royce pour fiabiliser ses nouveaux moteurs, Airbus n'a pas donné suite pour le moment à cette nouvelle évolution du Trent XWB. Le constructeur européen a préféré attendre de nouvelles évolutions technologiques attendues dans les prochaines années, comme l'Ultrafan, qui pourraient permettre d'acter une version Neo (New Engine Option) de l'A350.

## Versions

Quatre versions en comparatif de taille.

Avec l'A350, Airbus souhaitait proposer un avion capable de s'adapter plus facilement aux attentes multiples des compagnies aériennes clientes. Aux trois versions initialement prévues en juin 2008, Airbus souhaitait proposer jusqu'à cinq variantes de ces trois versions en juin 2011 avec des MTOW soit réduites, soit augmentées. Cette logique a été conservée par la suite et il existe de ce fait aujourd'hui, selon la documentation de Airbus, 23 variantes de l'A350-900 et 14 variantes de l'A350-1000.
Le 17 septembre 2014, le PDG Fabrice Brégier a cependant annoncé la suspension du développement de la version 800. Il n'existe donc aujourd'hui que deux versions passagers de l'A350 au catalogue de Airbus : la version 900, qui est déclinée avec une variante Régional ou ULR, et la version 1000, qui est déclinée avec une variante ULR.
Airbus propose aussi un ACJ350 comprenant deux déclinaisons affaires de son appareil sous les dénominations ACJ350-900 et ACJ350-1000.
Au gré des évolutions du programme, abandon de la version 800 puis augmentation des capacités des versions 900 et 1000, l'A350 s'est affirmé de plus en plus comme un concurrent du Boeing 777, au détriment de la concurrence du Boeing 787. Airbus ayant pour politique commerciale de proposer plutôt ses nouveaux appareils face à des concurrents de conception plus ancienne. Fabrice Brégier déclare à ce sujet, en novembre 2016, que « l'A350-1000 va tuer le 777ER ». De ce fait, le 787 connaît un succès commercial important sur les longs courriers car il n'existe plus d'appareil équivalent chez Airbus, l'A340-200 n'ayant en effet pas été remplacé. Ceci a d'ailleurs conduit Airbus à annoncer, en juillet 2014, le lancement du nouvel A330neo et ce afin de compléter la gamme de l'A350 XWB pour maintenir sa présence sur l'ensemble du marché aéronautique.
Les évolutions de la cabine NPS (New Production Standard), présentée en octobre 2022, permettent à Airbus de positionner définitivement l'A350 XWB comme un concurrent direct du Boeing 777X, en se rapprochant significativement des caractéristiques de ce dernier, notamment en matière de confort et de capacité avec une cabine et des sièges plus larges.
Airbus considère que la taille de l'A350-1041 est idéale et adaptée aux besoins de la plupart des clients. Certes, le décalage entre ce type et l'A380 reste assez important. Or, avec cette amélioration de cabine, le constructeur a réussi, si c'est nécessaire, à y ajouter 20 ou 30 sièges en configuration de 10 sièges de front. Cela est suffisant pour remplacer le B777-300ER, en offrant une meilleure performance. Ce qui a été confirmé, en 2023, par Florent Massou dit Labaquère, responsable du programme de l'A330 et de l'A350. D'ailleurs, Stan Shparberg, directeur principal, ajoute une autre raison. Avec l'A350-1041, Airbus a obtenu un excellent rapport risque/récompense (the right ratio of risk versus reward). À savoir, le constructeur européen veut éviter le risque de développer un biréacteur plus grand et ayant plus de rayon d'action, mais avec trop de coût ; selon le niveau de la technologie actuellement disponible, ce que Boeing voulait développer connaît la limite de biréacteur, notamment sur la capacité du moteur, accompagné d'un immense surcoût (ce qui est arrivé au programme du B777X). Pourtant, le marché des avions capables de transporter plus de 400 passagers reste limité et le constructeur américain n'est toujours pas parvenu à le développer,. De ce fait, Airbus n'a toujours pas donné suite au projet d'une version allongée de l'A350, préférant améliorer la qualité des types déjà développés.

### A350-800 (version annulée)
Cette version était destinée à concurrencer le Boeing 787-9 et devait remplacer à terme l'A330-200. Initialement, celle-ci proposait à l'origine 270 sièges, répartis en 3 classes, pour une autonomie de 15 700 km, conçue en tant que concurrent du prototype du 787-9 qui avait permis de proposer une masse maximale au décollage accrue, passée de 248 à 259 tonnes. Les livraisons de la version de base étaient à l'origine prévues pour l'année 2016.
En dépit d'un nombre considérable de commandes, ce type subit l'augmentation du prix de carburant. À la suite de plusieurs conversions de contrat de la version 800 en versions 900 et 1000, notamment celle de Qatar Airways annoncée le 3 décembre 2012 et d' Aeroflot annoncée le 22 octobre 2013, le carnet de commandes de l'A350-800 ne comptait plus que 79 exemplaires à la fin du mois d'octobre 2013, avec cependant des bénéfices économiques pour Airbus qui vendait finalement des appareils plus grands et ayant un tarif plus élevé que ceux d'origine.
En s'adaptant à la situation, le constructeur lança d'abord en 2012 de nouvelles évolutions des A330-200 et A330-300, avec 242 tonnes de masse maximale au décollage, puis le programme de l'A330neo, pour lui permettre de mieux affronter la concurrence du Boeing 787.
Dans un premier temps, Airbus avait confirmé, le 13 janvier 2014, vouloir maintenir cette version et cependant réfléchir à augmenter les capacités de celle-ci d'une vingtaine de sièges pour s'approcher de celles du Boeing 787-9 afin de mieux concurrencer ce dernier. Le PDG Fabrice Brégier est revenu ensuite sur cette décision en annonçant la suspension du développement de cette version le 17 septembre 2014. Les huit derniers A350-800 commandés par la compagnie Asiana Airlines ont été alors convertis en commande pour le modèle A350-900.
Depuis février 2018, le programme n’apparaît plus dans le détail officiel des commandes d'Airbus ; ceci signifiant que la cellule n'est plus offerte à la commercialisation et que le développement de cette version est donc aujourd'hui définitivement abandonné.

### A350-900

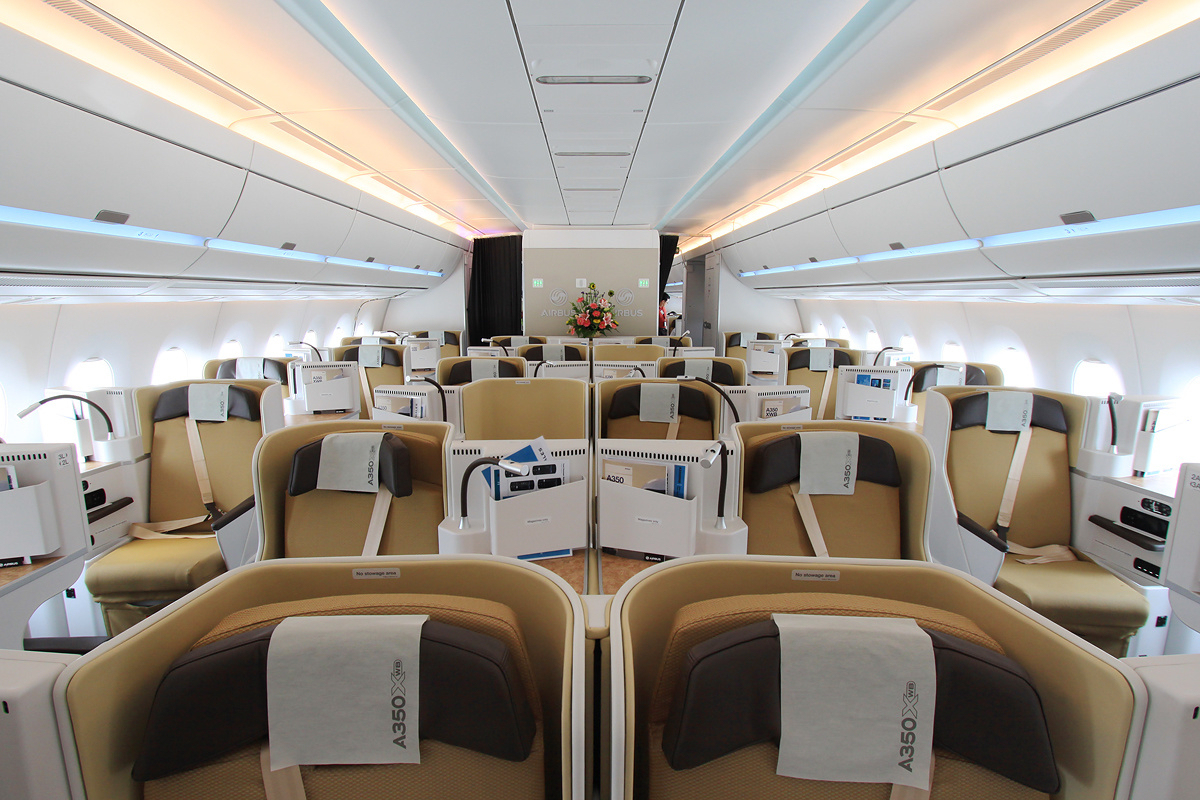
Cabine spacieuse à bord d'un prototype. Classe affaires proposée par Airbus en 1 - 2 - 1 de rangée).

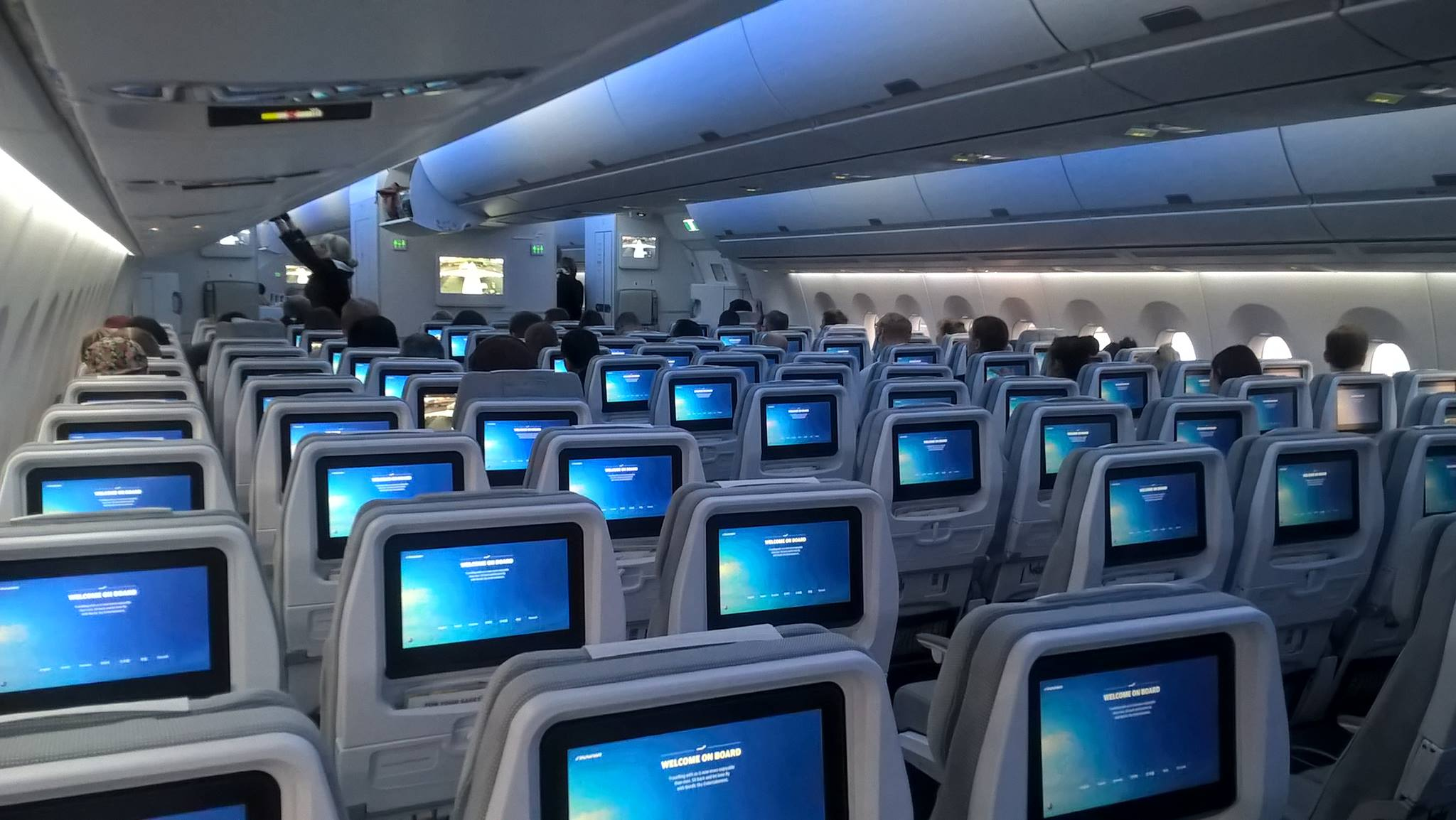
Cabine de classe économique sur Finnair en 3 - 3 - 3 de rangée.

L'A350-900 est le premier modèle A350 et remplace l'A340-300 dont la production a été arrêtée. Sa longueur est de 67 mètres, sa masse maximale au décollage (MTOW) est de 280 tonnes, il peut accueillir 325 passagers dans une configuration standard en 3 classes, et sa portée est de 15 000 km,.
Celui-ci était destiné à concurrencer à l'origine le Boeing 777-200ER. Airbus indiquait alors que, par siège, le Boeing 777-200ER avait une masse à vide plus lourde de 16 %, une consommation de carburant supérieure de 30 % et des coûts d’exploitation plus élevés de 25 % par rapport à l’A350-900.
Cela a conduit Boeing à proposer notamment le 787-10, avec une masse à vide moins élevée mais avec un rayon d'action plus limité.
Avant d'exploiter l'A350-900, Lufthansa estime en mai 2015 que cet appareil ne consommera qu'à peine 2,9 litres de carburant par passager aux 100 km. Il s'agit d'un chiffre quasiment identique à celui de l'A380.
Airbus avait envisagé trois variantes de la version 900 : 
- A350-900 Régional : variante passager avec une MTOW réduite de 18 tonnes et une poussée maximale de ses réacteurs réduite de 9 000 livres[89], pour une autonomie qui devait être limitée à 10 000 km environ pour réduire les coûts opérationnels. Cette variante s'est concrétisée en 2013 (voir ci-dessous) ;
- A350-900R : variante passager à autonomie étendue destinée à concurrencer le Boeing 777-200LR, et à remplacer l'A340-500, en intégrant une poussée de moteur plus élevée, une structure et un train d’atterrissage renforcés, pour une autonomie supplémentaire de 1 500 km. Cette variante s'est concrétisée en 2015 avec la dénomination ULR (voir ci-dessous) ;
- A350−900F : variante destinée au transport de fret avec une autonomie de 9 260 km, une charge utile de 91,7 tonnes et un volume de 440 m3, qui devait être étudiée après la mise en service de la version 1000. Airbus annonça cependant au salon de Farnborough, en juillet 2012, que la version cargo A330-200F serait maintenue au catalogue, au lieu de l'A350-900F dont le nombre de clients potentiels demeurait alors trop modeste afin de pouvoir remplacer le Boeing 777F. Lors de la publication des résultats financiers du premier semestre 2021[90], Airbus a annoncé la mise en œuvre d'une version fret de l'A350 qui disposera finalement de caractéristiques techniques proches de l'A350-1000 (voir A350F ci-dessous).

La première certification de type, en tant qu'A350-900 (sans suffixe XWB, dénomination de catalogue), fut autorisée par l'Agence européenne de la sécurité aérienne le 30 septembre 2014, de sorte qu'Airbus puisse livrer ses appareils,. La particularité de l'A350 se trouve dans l'autorisation du pilotage. Ce dernier fut autorisé en tant que double approbation pour les A330/A350. À savoir, l'A350-900 et l'A330 sont considérés comme variantes du même type d'appareil selon lequel la permission de pilotage est commune entre ces deux modèles. De même, l'AESA conclut que la cabine de l'A350-900 est considérée en tant que variante de l'A330-200.
Avec 8 membres d'équipage dans la cabine, jusqu'à 400 sièges sont autorisés. Afin d'accueillir plus de passagers, il faut que l'équipage se compose de 9 personnes. D'ailleurs, le nombre de sièges varie d'après la configuration de portes. L'A350-941 standard est autorisé jusqu'à 385. Avec la configuration A-A-A-A, l'appareil peut accueillir 440 passagers tandis que la configuration C-A-C-A n'assure que 330 sièges.
L'appareil est pareillement capable de transporter 41 tonnes de fret en conteneurs, auquel s'ajoute 3,468 tonnes de capacité à l'arrière pour le cargo sans conteneurs.
Ce type de l'appareil -941 obtint son ETOPS, le 3 avril 2019, pour 180 minutes ou plus de 180 minutes selon la condition de la compagnie aérienne.
Le 20 mai 2019, 3 premiers appareils d'ACJ350-941XWB (version VIP) furent commandés par le gouvernement allemand.

#### A350-900 Régional
Cette variante, qui se positionne en concurrente du Boeing 787-10 et se veut complémentaire de l'A330-900neo, fut confirmée au salon du Bourget en juillet 2013 à la suite des annonces de Boeing concernant les évolutions du B787.
Le constructeur confirma que le premier client identifié est Etihad Airways avec 24 appareils de commande effectuée en novembre 2013. Selon la présentation du constructeur tenue le 14 janvier 2014 par John Leahy, les performances de l'A350-900 Regional équivaudraient à celles du B787-10, ou légèrement meilleures, avec 250 tonnes de MTOW.
D'autres compagnies exploitent aujourd'hui cette version comme Singapore Airlines, depuis décembre 2018, mais Airbus a fait le choix de ne pas distinguer cette variante dans son détail de commandes.
Cette variante exploite des moteurs Trent XWB-75, destinés à l'origine à la version 800, dont la puissance réduite à 75 000 livres permet des intervalles plus longs entre les opérations de maintenance afin de réduire les coûts d'exploitation. Sa certification reste comme une variante d'A350-941.

#### A350-900ULR
Le 17 août 2015, un responsable d'Airbus déclare que le constructeur est en train de développer une version de type -900, le ULR (pour Ultra Long Range), qui sera capable de relier Singapour à New York sans escale, soit 15 344 km. Cette ligne, anciennement exploitée par l'A340-541 de Singapore Airlines jusqu'en 2013, profitera, dès 2018, de 25 %  de moins de consommation de carburant en comparaison de son prédécesseur. Dans cette optique, il faut une modification de la configuration afin de réduire la masse de l'appareil ainsi que la certification de ETOPS 420, initialement prévu par Airbus. Si peu de compagnies aériennes ont besoin de ce rayon d'action, le nouveau modèle sera « prestigieux » selon un analyste,.
À la suite d'une conversion de 7 appareils de ce type par SIA, Airbus lança formellement le programme de l'A350-900ULR le 13 octobre 2015. La compagnie singapourienne ajouta simultanément 4 exemplaires de commande ferme, modèle -900. En mai 2018, Singapore Airlines annonce qu'elle mettra l'Airbus A350-900ULR en service sur la ligne Singapour-New York à partir d'octobre 2018. La liaison en question couvrira une distance de 16 700 km en 18 h 45 min, ce qui en fera la plus longue en service.
Selon John Leahy, cette version intéresse plusieurs compagnies aériennes du Golfe, et Airbus attend un certain nombre de commandes.
Au regard des spécifications, le constructeur précise encore que l'A350-900ULR a une masse maximale au décollage portée à 280 tonnes, ce qui correspond au MTOW maximal de l'A350-900. La quantité de carburant disponible a été augmentée jusqu'à 165 000 litres au lieu de 141 000, mais sans ajouter aucun réservoir supplémentaire. Par ailleurs, Airbus impose des limitations de la charge utile en limitant le nombre de sièges proposés et en réduisant le nombre de conteneurs embarqués.
Il a effectué son premier vol le 23 avril 2018. À la suite de la certification obtenue le 30 septembre, le premier vol commercial a lieu le 11 octobre 2018 entre Singapour et New York pour une liaison de 16 700 kilomètres d'une durée de dix-huit heures et trente minutes.

### A350F
Initialement prévue à l’origine du programme avec des caractéristiques proches de la version 900, la version de fret de l'A350 n’aura finalement été confirmée qu’en juillet 2021. Cette version est désormais basée sur un A350-1000 dans sa version la plus lourde (MTOW de 319 tonnes), mais dont le fuselage, qui intègre une porte cargo, est « raccourci » de cinq cellules en avant de l’aile pour conserver « un centre de gravité maximal ».
Par rapport au leader du marché cargo le Boeing 777F (basé sur le 777-200LR), l’A350F est plus long de 6,9 mètres, soit une longueur de 70,10 mètres, et dispose d'un volume de fret supérieur de 10 % à 695 m3 – soit le même que sur le pont principal du 747-8F. La charge utile de l’Airbus est supérieure de 4,5 % à celle du 777F, avec 109 tonnes. Avec ses moteurs Rolls-Royce Trent XWB-97, il offre une autonomie de 8 700 km à pleine charge.
Le programme a officiellement démarré en novembre 2021, lors du Dubai Airshow, avec la commande des sept premiers exemplaires par la société Air Lease Corporation pour une mise en service prévue initialement pour la fin de l'année 2025. La réalisation du premier exemplaire a débuté par l'usinage de pièces du caisson central de voilure par Airbus Atlantic en avril 2023.
L'optimisation du projet, afin de mieux répondre à la concurrence du Boeing 777-8F, a permis d'une part d'augmenter la charge utile de 109 tonnes à 111 tonnes, et d'autre part d'offrir une porte cargo agrandie à 4,4 m pour devenir 17 % plus large que celle de son concurrent.
Les difficultés persistantes sur la chaîne d’approvisionnement, notamment avec le fournisseur américain Spirit Aerosystems, ont conduit Airbus à reporter par deux fois la mise en service de cette nouvelle version de l'A350. Dans un premier temps, celle-ci est annoncée pour la fin du premier semestre 2026, lors d'une annonce effectuée en mai 2023. Puis dans un second temps, la mise en service est annoncée pour le second semestre 2027, lors d'une annonce effectuée en février 2025. En effet, Airbus souhaitait atteindre une cadence de production de 12 exemplaires par mois pour l'A350, afin de pouvoir livrer la version fret sans pénaliser les clients des versions passagers.
Le développement avancé, en juin 2025 Airbus a annoncé que le site de Broughton avait réussi à fabriquer les voilures du prototype MSN700. Son assemblage sera tenu en été 2026 tandis que le calendrier de la première livraison sera respecté.

### A350-1000

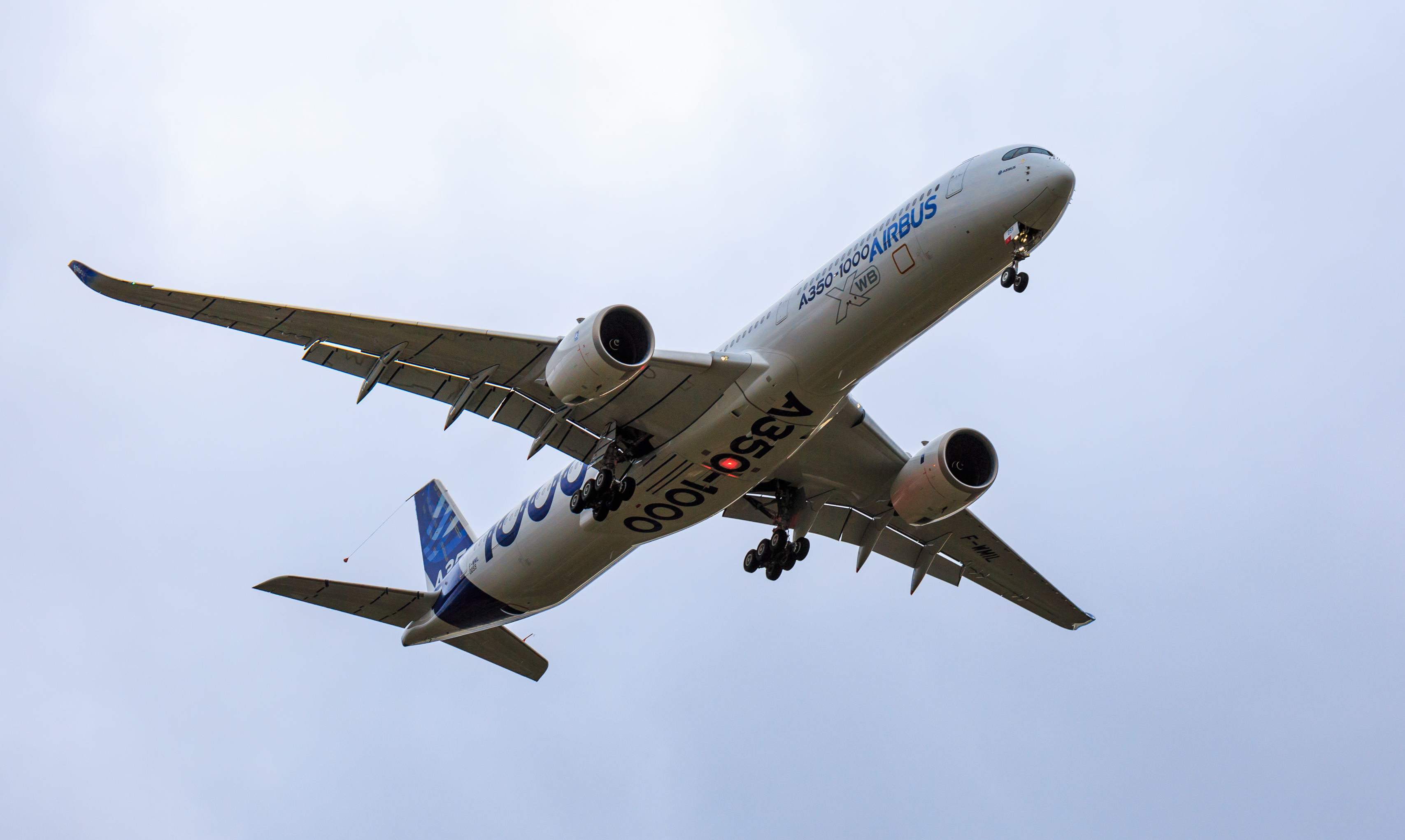
A350-1000 lors de son premier vol, le 24 novembre 2016.

L'A350-1000 est le second modèle A350 et remplace l'A340-600 dont la production a été arrêtée. Cette version était initialement destinée à concurrencer le Boeing 777-300ER, mais Airbus a été conduit à revoir les caractéristiques techniques de ce modèle afin de mieux répondre aux nouvelles versions du Boeing 777X.
Sa longueur est de 74 mètres, sa masse maximale au décollage (MTOW) est de 316 tonnes, il peut accueillir 366 sièges dans une configuration 3 classes standards et son autonomie est de 14 800 km.
L'A350-1000 avait deux objectifs au sein de la gamme Airbus. Premièrement, proposer aux compagnies une autre solution que l'A340-600, dont le succès commercial n'a pas été au rendez-vous. Deuxièmement, concurrencer de manière directe le Boeing 777-300ER qui constituait la référence dans cette catégorie. Pour ce faire, les performances de l'A350-1000 étaient assez proches de celles du Boeing 777-300ER, en se contentant d'un réacteur 18 % moins puissant (431 kN contre 512 kN), d'où d'importantes économies de carburant. Ceci a conduit Boeing à limiter la puissance du GE9X qui équipe les 777X à 470 kN.
La masse maximale au décollage a augmenté jusqu'à 316 tonnes tandis que la poussée du réacteur est fixée à 431,5 kN, Dans cette optique, une équipe de 400 ingénieurs fut chargée de son développement afin de trouver les meilleures solutions. En raison d'une plus grande masse, la version -1000 dispose d'un nouveau train d'atterrissage renforcé doté d'un bogie de deux fois trois roues ainsi que de pièces de voilure modifiées (90 % de la totalité), en dépit de la même taille que le modèle -941. Les bords de fuite ont été allongés, augmentant de 4 % la surface alaire. Sa configuration finale a été gelée en 2011, la phase de conception détaillée a été achevée en 2012.
Le 8 octobre 2013, le directeur du programme Didier Evrard confirma que l'A350-1000 XWB était déjà entré en phase industrielle. En juin 2015, le programme respectait le calendrier. Un certain nombre de sous-ensembles importants, tels que le caisson central de voilure, furent fabriqués pour le prototype. Ensuite, la production des premières ailes fut commencée en août au Royaume-Uni. Puis, en novembre 2015, Airbus commença les vols d'essai du réacteur RB211 Trent XWB-97 en utilisant un de ses A380, durant 120 heures. Le 24 novembre, le premier fuselage fut achevé à Hambourg. L'assemblage final a débuté le 10 février 2016. Le premier exemplaire est assemblé le 18 avril et est entré en phase de test de ses différents systèmes. Le premier vol d'essai a été effectué le 24 novembre 2016. Trois Airbus A350-1000 participeront à la campagne d'essais en vol qui doit démarrer d'ici à la fin de cette année. Sa certification et la première mise en service sont attendus pour l'année suivante.
En 2016, François Caudron, responsable marketing chez Airbus, estimait que L’A350-1000 était parfaitement placé pour une lutte en tête à tête contre le 777X : « Il est 35 tonnes plus léger, affiche une portée supérieure de 400 milles, et un coût par vol inférieur de 15 %. Certes, le 777-9 a 32 sièges de plus. Encore faut-il les remplir : il faut que 26 de ces sièges soient occupés pour que la compagnie gagne de l’argent. »
La première version d’essai de l'A350-1000 (MSN059) est sortie des usines de Toulouse le 19 juillet 2016. Le premier vol a eu lieu le 24 novembre 2016 à Toulouse-Blagnac. Tous les objectifs de performance ont été atteints ou dépassés mais le respect des spécifications de masse n’a pas été respecté, contrairement aux premiers -900. Sa masse de base maximale au décollage de 308 tonnes a été portée à 311 tonnes avant d’offrir une version possible de 316 tonnes, qui est apparue dans la mise à jour de sa fiche de certificat de type du 29 mai 2018. Cela a porté son rayon d'action de 14 720 à 15 560 km pour offrir une meilleure concurrence au Boeing 777-9.
La certification de type a été obtenue le 21 novembre 2017 et le premier appareil de série a été livré à Qatar Airways le 20 février 2018. Il entre en service commercial le 24 février 2018 sur la ligne Doha - Londres Heathrow.
En 2018, A350-1041 obtint successivement l'approbation d'ETOPS : 120 minutes (6 février), 180 minutes (19 juin) et enfin plus de 180 minutes (6 juillet).
En novembre 2019, le passage de 440 à 480 passagers au maximum dans l’A350-1000, soit une capacité similaire à celle du Boeing 777-9, a été certifié par l’Agence européenne de la sécurité aérienne (EASA), mais il nécessite pour cela l’installation de portes de secours modifiées (type A+), avec toboggan d’évacuation à deux « pistes ».

#### A350-1000ULR
En 2011, les projets de Boeing de proposer des versions de son nouveau 777X, avec 17 000 km d'autonomie, ont conduit Airbus à envisager la possibilité de développer une variante de l'A350-1000 avec une autonomie étendue. Cependant, l'absence d'engagement ferme de Airbus sur ce projet ont conduit les compagnies Emirates et Qatar Airways à se tourner vers le Boeing 777-8 en 2014.
Le 25 août 2017, Qantas annonce, dans le cadre de son projet Sunrise,,, son intention de créer des liaisons directes entre l'Australie et l'Europe. Airbus est alors de nouveau sollicité pour proposer cette variante avec une plus forte masse au décollage et une plus grande capacité en carburant.
Le 13 décembre 2019, la compagnie australienne a annoncé que son choix se portait finalement sur l’A350-1000, et ce au détriment du Boeing 777-8 pour lequel Boeing avait annoncé, en août 2019, le report de son développement.
Après un report du projet en mai 2020, Qantas a finalement annoncé la commande de douze exemplaires de cette nouvelle version de l’A350-1000 le 2 mai 2022, avec une capacité de 238 passagers avec quatre classes (dont 40 % dédiés à la Premium) .
Cette nouvelle variante ULR utilise les dernières évolutions du programme de l'A350-1000, avec une nouvelle augmentation de la MTOW à 319 tonnes.
L’avion dispose d’un réservoir central supplémentaire de 20 000 litres, similaire à celui des A350-900ULR, qui porte son rayon d’action à 9 700 NM soit 18 000 km. Il est néanmoins nécessaire de limiter la charge utile (nombre de sièges et de conteneurs) afin de respecter la charge structurelle maximale.
La conception de l'avion a dû s'adapter à la motorisation, la configuration d'origine des réacteurs Trent XWB-97 étant conservée. En effet, une augmentation de puissance de plus de 3 % de ceux-ci semble aujourd'hui peu envisageable sans nouvelle évolution technique majeure.
En février 2024, Airbus a annoncé que la livraison du premier appareil, prévue à l’origine à la fin de l'année 2025, devait être repoussée de six mois. Le constructeur aéronautique devant répondre à de nouvelles exigences réglementaires concernant la conception du réservoir supplémentaire, à l’instar de celui de l’A321 XLR. La certification, pour le troisième réservoir de carburant central, a finalement été obtenue en juin 2024.

Les trois prototypes A350-1041
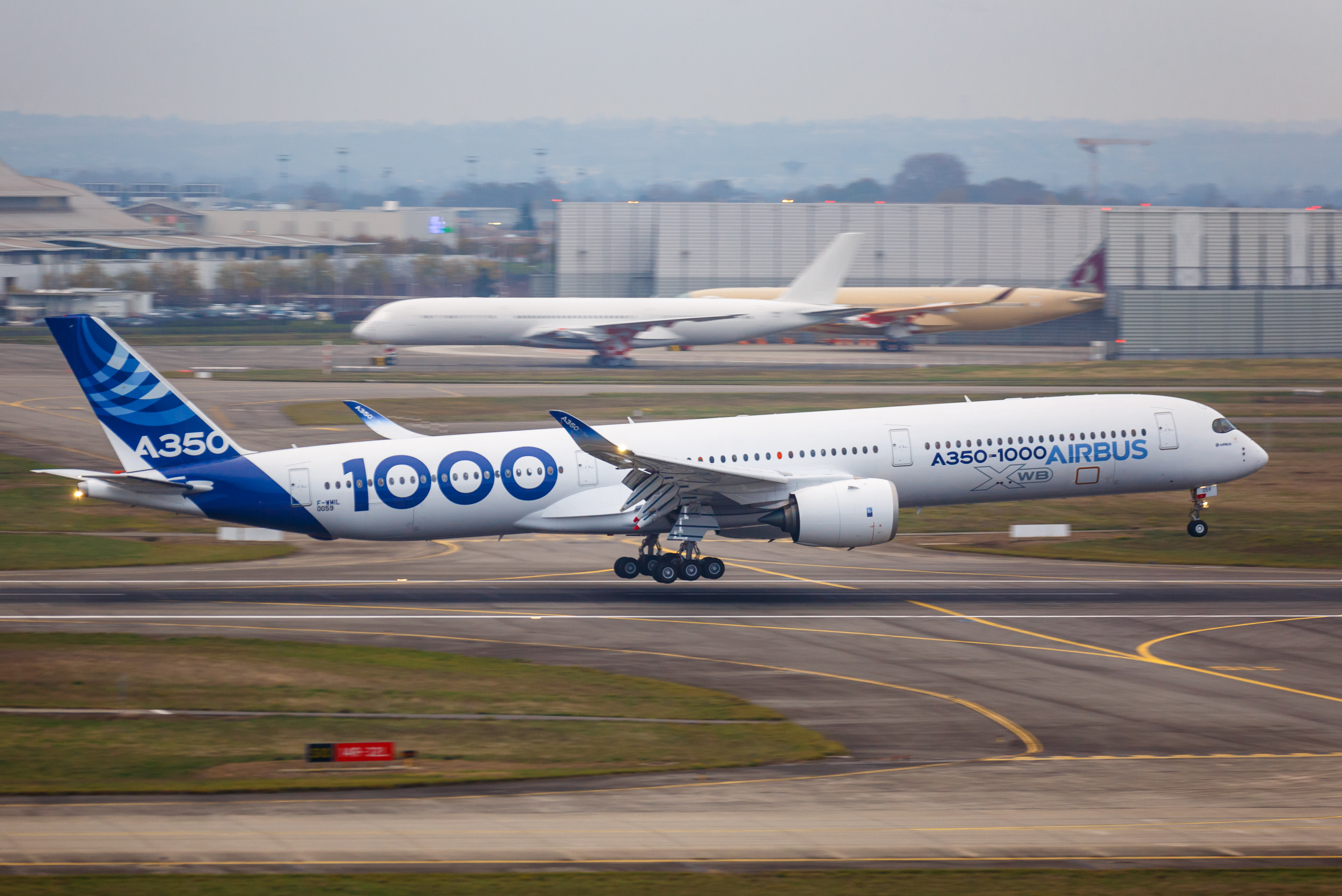
MSN059 (toujours appareil d'essai)
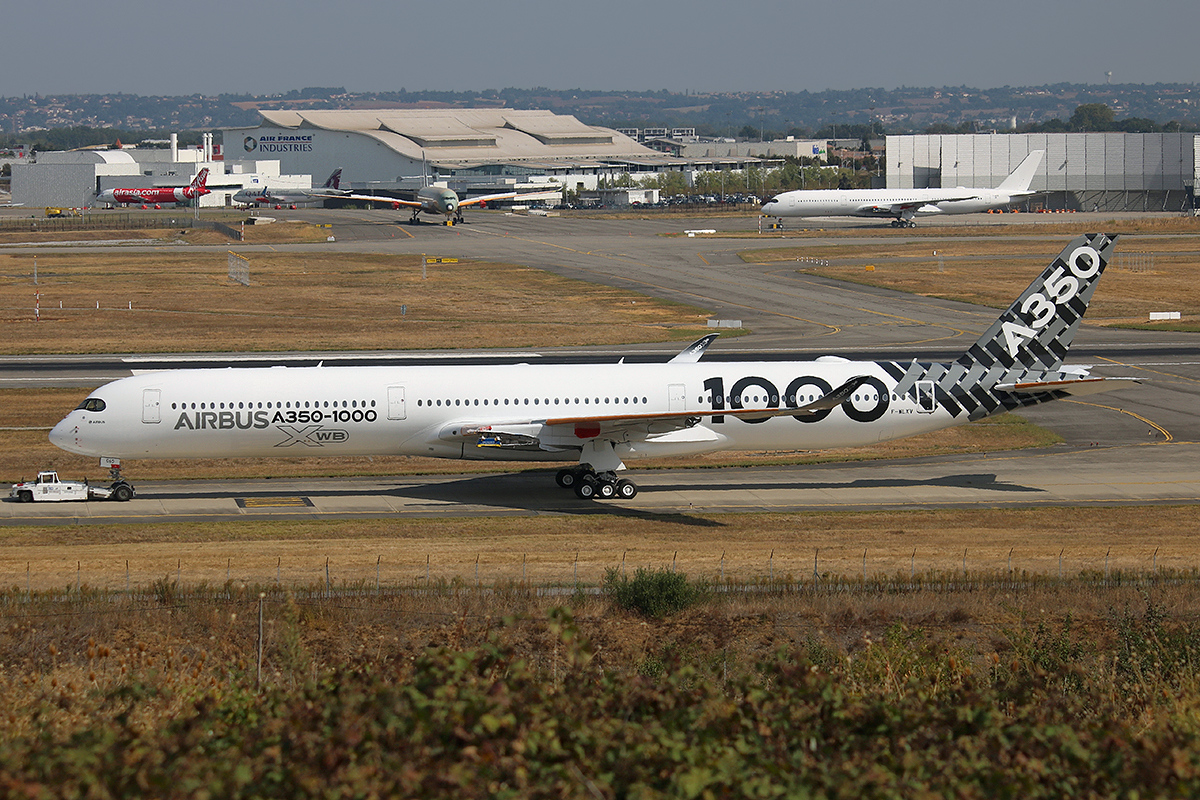
MSN065 (devenu Air Caraïbes F-HMIL en 2019)
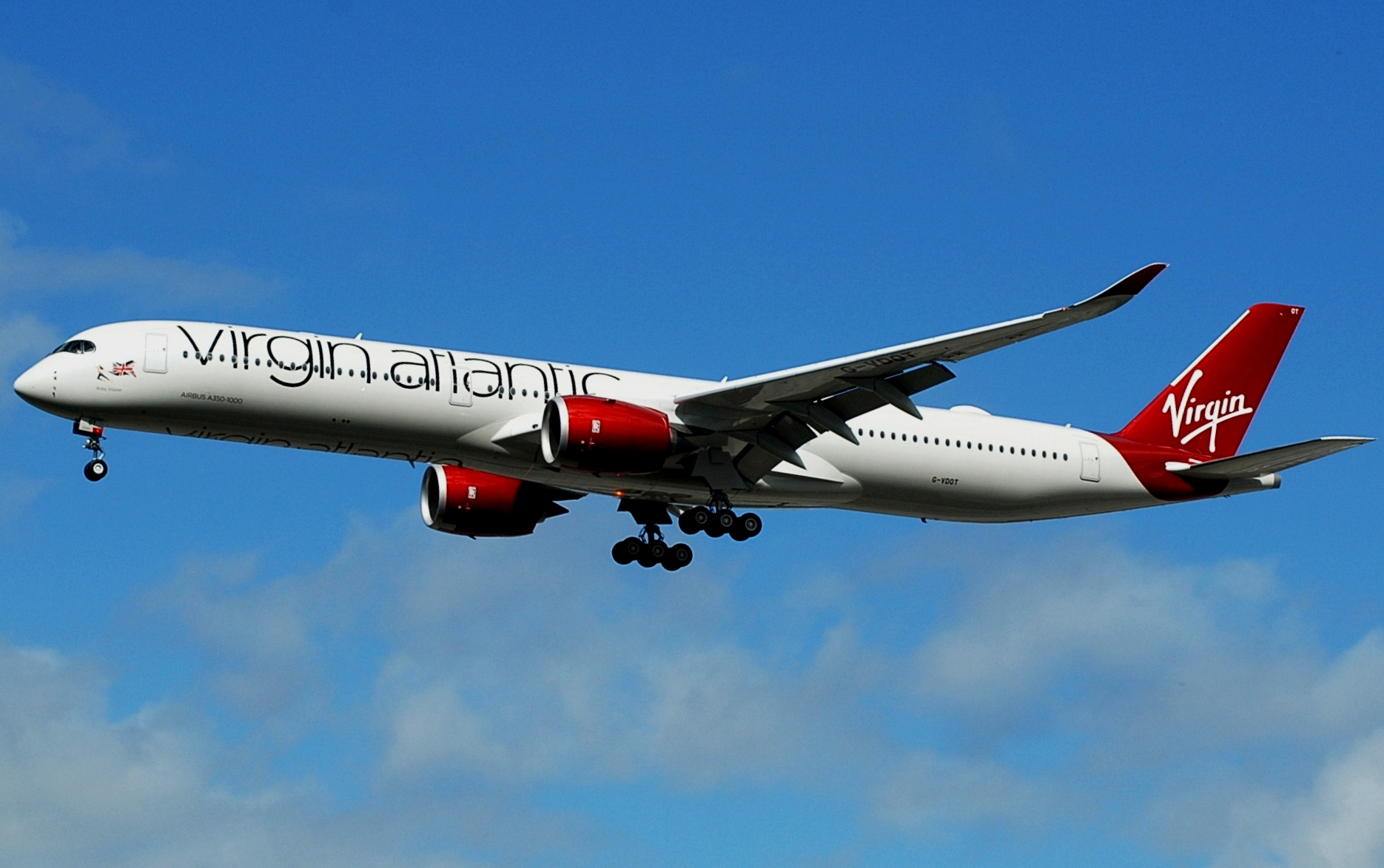
MSN071 (devenu Virgin Atlantic G-VDOT en 2020)

### ACJ350
Airbus propose également une version privée de son A350 XWB disponible en version ACJ350-900 ou ACJ350-1000. Airbus l'a dévoilée le 23 mai 2016 lors du salon EBACE (European Business Aviation Convention) de Genève.
Cet appareil est décrit par Airbus comme l'avion VIP, le plus confortable, le plus moderne et le plus « capable » des avions d’affaires au monde.
En version -900, sa cabine de 854 m3, 270 m2 lui permet de transporter jusqu'à 25 passagers sur 11 100 NM/20 557 km (soit des vols dépassant 22 heures).
Il bénéficie d'équipements Easyfit, (des centaines de points d’attache répartis tout au long du fuselage en fibre de carbone), permettant une plus grande flexibilité dans la création de cabines sur mesure. Selon John Leahy, directeur des opérations d’Airbus, les clients de la gamme ACJ « veulent le meilleur et le plus moderne des avions », et l’ACJ350 avec Easyfit « personnifie ce besoin ».
Il est doté de nouveaux systèmes tels que l’OANS (Onboard Airport Navigation System) pour le déplacement de l’avion dans les aéroports, ou le ROPS (Runway Overrun Prevention System) pour éviter les sorties de pistes par mauvais temps.
À ce jour, le gouvernement allemand a commandé trois ACJ350-900 et un client anonyme a commandé deux ACJ350-900.

## Développement futur

### Projet Attol et démonstrateur DragonFly
Alors que le monde, et en particulier l'aviation, est frappé de plein fouet par la pandémie de Covid-19, Airbus utilise l'A350-1000 XWB pour tester son projet Autonomous Taxi, Take-Off and Landing (roulage, décollage et atterrissage autonome en français) ou Attol.
Le système permet d'effectuer l'intégralité de ces 3 manœuvres à l'aide de caméras couplées à une intelligence artificielle spécialisée dans la reconnaissance d'image. En automatisant les parties les plus complexes d'un vol, Airbus pourrait prochainement faire fonctionner ses avions sans pilote.
En 2 ans, la compagnie a réalisé un test sur un total de 500 vols, 450 d'entre eux étant destinés à la collecte d'enregistrements vidéos permettant d'entraîner l'intelligence artificielle. Le test final comprenait 6 vols (chacun incluant 5 décollages et atterrissage) et a été réalisé avec succès le 29 juin 2020.
Une filiale Airbus UpNext a été créée pour poursuivre les travaux sur la mise en œuvre concrète de ces technologies par le biais du démonstrateur DragonFly,. Les objectifs de ce dernier étant notamment d'aider les pilotes en vol, pendant les opérations d’atterrissage et de roulage, et « gérer un événement simulé d’incapacité d’un membre d’équipage », grâce à des algorithmes basés sur la vision par ordinateur.

### Airbus face à l'évolution du marché des gros porteurs
Le marché des avions capables de transporter plus de 400 passagers a profondément changé lorsque Boeing a annoncé, en septembre 2011, le développement de nouvelles versions du Boeing 777 capables de rivaliser notamment avec l'A380-800.
Cette annonce a contraint Airbus à étudier d'une part l'augmentation de capacité de l'A350 et d'autre part d'envisager de revoir le positionnement de l'A380. Une tendance que le marché aéronautique n'a fait que confirmer par la suite. Ainsi, dès le 26 septembre 2013, la compagnie allemande Lufthansa, connue pour être un des principaux clients du constructeur européen, passe commande de 34 Boeing 777-9, d'une capacité de 407 sièges, et ce en renonçant par ailleurs à trois options concernant des commandes d'A380.
Les déclarations successives des dirigeants d'Airbus confirmaient que le constructeur européen privilégiait dans un premier temps l'amélioration des caractéristiques du nouvel A350-1000, tout en se refusant à développer une version allongée qui aurait porté préjudice à la carrière commerciale de l'A380 :
- le 29 octobre 2013, le PDG Fabrice Brégier précisa que cette version n'était actuellement qu'au stade de l'examen préliminaire et qu'il n'y avait pas d'urgence à le mettre en œuvre[139], l'A350 ayant de bons résultats commerciaux sur le créneau des appareils de 300 à 350 sièges97 ;

- le 13 janvier 2014, lors de la conférence de presse annuelle, John Leahy confirma que la situation n'était pas encore favorable pour le constructeur européen pour lancer cette variante, sans communiquer de nouvelles informations[140].

- lors du salon aéronautique de Farnborough en juillet 2014, Fabrice Brégier se montra alors plutôt sceptique sur la nécessité pour Airbus de développer l'A350-1100, en estimant que l'A350-1000 possédait les qualités nécessaires pour lutter contre le Boeing 777XNote 12 ;

- en septembre 2014, Thomas Enders confirma que les ingénieurs d'Airbus étudiaient encore le possible développement de cette nouvelle version, sans que toutefois la direction n'envisage encore réellement sa mise en œuvreNote 13 ;

- dans un entretien de Leeham en juin 2015, John Leahy refusait de confirmer qu'Airbus était toujours en train d'examiner l'existence d'une demande pour des biréacteurs, plus grands, plus lourds, et ce malgré le fait que le programme de l'A350-1000 fut cependant modifié dans ce sens en faveur d'un moindre coût d'exploitation par siège. Selon cette source, il n'était pas certain qu'Airbus propose une version allongée aux clients : d'après The Wall Street Journal, oui ; The Seattle Times, journal proche de Boeing, non[141] ;
- au cours des Airbus Innovation Days de juin 2016, le directeur commercial, John Leahy, s'inquiétait de la taille réelle du marché des avions de plus 400 passagers et le directeur général, Fabrice Brégier, craignait qu'un tel avion ne puisse cannibaliser la demande pour l’A350-1000.

John Leahy estimait par ailleurs que l'A350-1000 avait tué le Boeing 777-300ER et que la clef de la réussite passait actuellement par le coût d'exploitation par passager et par km. D'ailleurs, il ajoutait que Boeing avait ajouté 40 sièges supplémentaires au Boeing 777-9, ce qui en faisait un appareil trop lourd et trop grand pour remplacer idéalement le Boeing 777-300ER.
Cependant, entre 2016 et 2018, une partie importante des compagnies aériennes clientes de l'A380, notamment Emirates, délaissèrent celui-ci au profit du Boeing 777-9 et ce sans que l'A350-1000 ne parvienne à capter ces nouvelles commandes. Une des premières réponses de Airbus a été alors d'augmenter les capacités de l'A350-1000, jusqu'à lui donner 20 sièges supplémentaires (soit 389 sièges au total en 3 classes) pour mieux concurrencer le Boeing 777-9.
Le 14 février 2019, Tom Enders, le président exécutif de Airbus, annonça la fin du programme A380, ce qui ouvrait de nouvelles perspectives au développement d'une version allongée de l'A350 au cours des prochaines années.
Toutefois, l'introduction de la nouvelle norme de production 2022 permet à Airbus de rapprocher de nouveau l'A350 XWB des caractéristiques de son concurrent direct chez Boeing, et ce sans les contraintes du développement d'une nouvelle version de l'appareil. Cette nouvelle norme implique notamment une réduction de masse de 1,2 tonne, une augmentation de la MTOW de 3 tonnes, ainsi qu'une augmentation de la largeur de la cabine permettant de proposer jusqu'à 10 sièges par rangée au lieu de 9, soit un potentiel d'une trentaine de sièges supplémentaires.

### A350 version allongée & A350 NEO
Une version allongée de l'A350, provisoirement baptisée A350-1100, -2000 ou -8000 selon les articles de presse, est censée concurrencer un hypothétique Boeing 777-10 attendu par certaines compagnies aériennes, notamment Singapore Airlines.
Une des solutions envisagées par Airbus consistait à ajouter un tronçon supplémentaire de 4 m, afin de rester dans la limite de quatre paires de portes de sortie, pour gagner une vingtaine de sièges supplémentaires. L'augmentation modeste de la MTOW de 308 à 319 tonnes ne nécessitait que 3 % de puissance supplémentaire au niveau des réacteurs, ce qui reste compatible avec les capacités du Rolls-Royce Trent XWB-97, tout en offrant une autonomie de 14 100 km (7 600 nm). Cette augmentation de masse est finalement retenue pour augmenter le nombre de sièges sur l'A350-1000, mais sans ajout d'un nouveau tronçon. le gain de capacité est obtenu grâce à une nouvelle conception des galleys et à une nouvelle disposition des toilettes. Cette amélioration de l'aménagement intérieur a pu être proposée aux compagnies aériennes dès octobre 2022. Ceci a ainsi permis d'optimiser l'augmentation de la MTOW à 319 tonnes, pour rester performant par rapport au Boeing 777-9, sans réduire l'autonomie de l'appareil.
Cette solution a cependant été de nouveau évoquée en juin 2025, sous le nom d'A350-2000, avec l'ajout de bouchons de fuselage qui permettrait d'atteindre une capacité de plus de 400 passagers, tout en limitant autant que possible les adaptations nécessaires sur le reste de l'appareil.
Une autre solution, plus ambitieuse et plus contraignante, consisterait à réaliser une version allongée de 6 m de l'A350-1000. Cette version de l'A350 pourrait atteindre alors une longueur totale de près de 80 m, plus long donc que l'A340-600 et équivalent à la longueur de l'A380-900 (dont les dimensions avaient été limitées à un carré de 80 m de côté). En plus de la modification du train d'atterrissage et de l'agrandissement de la surface alaire, cette solution nécessiterait par ailleurs le développement d'une nouvelle version du Trent-XWB offrant une poussée de 470 kN (105 000 livres), équivalente à celle fournie par le GE9X qui équipe le Boeing 777X, et ce afin de conserver un confortable rayon d'action.
Les contraintes techniques, liées notamment au programme d'aile repliable « Wing of Tomorrow » et à la fiabilisation des nouveaux réacteurs, les coûts de développement importants et la faible demande du marché aéronautique actuel retardent pour le moment la mise en œuvre de tels projets, que cela soit pour la version allongée de l'A350 ou pour son concurrent le Boeing 777-10.
Pour proposer de nouvelles capacités sur l'A350, Airbus devrait donc à priori attendre la possible mise en œuvre de versions Neo (New Engine Option) de l'A350, qui n'est toutefois pas envisagée avant la fin de la décennie 2020-2030. Airbus pourrait alors s'appuyer notamment sur le développement de moteurs à taux de dilution élevé poursuivi par Pratt & Whitney, sur le 'Gear Turbofan', ou encore Safran, dont un test au sol d’un démonstrateur est prévu en 2021, ainsi que Rolls-Royce, qui visait une mise en service de son projet Ultrafan en 2025. La mise en œuvre de ce dernier a cependant été retardée au vu du contexte économique lié à la pandémie de COVID-19, Rolls-Royce continuant cependant à travailler sur un démonstrateur au sol sur son site de Derby.

## Financement
Le coût de développement du programme A350 était initialement estimé à environ 4 milliards d'euros. Après l'annonce en mai 2006 de modifications substantielles à apporter au programme, certains analystes ont ré-estimé le coût total du programme à environ 8 milliards d'euros.
Suivant l'Allemagne et la France qui ont accordé 2,5 milliards d'euros d'aides remboursables, le Royaume-Uni annonce le 14 août 2009 qu'il fait de même à hauteur de 340 millions de livres (environ 400 millions d'euros) pour le développement du long-courrier A350 XWB. Cela dans le but de créer plusieurs milliers d'emplois en Angleterre.
Par ailleurs, le Conseil pour la recherche aéronautique civile française (CORAC) exécuta un soutien direct et important en faveur du programme de l'A350-1000, car « les masses et les interfaces composites-métal ne sont pas les mêmes ». Notamment, il faut « obtenir un gain de masse d'une tonne ». En effet, le Sénat juge que Boeing bénéficie d'un soutien budgétaire massif de la part du gouvernement des États-Unis.

## Direction du programme
Avant son lancement industriel, le programme A350 a été dirigé par Olivier Andries en tant que vice-président exécutif pour la stratégie d'Airbus et mené par Neil Scott lui-même secondé par l'ingénieur en chef Dougie Hunter. Au début de l'année 2007, ils ont été remplacés à la tête du programme par Didier Evrard et Gordon McConnell en tant qu'ingénieur en chef.
À la suite du succès de programme respectant le calendrier, l'Association des journalistes professionnels de l'aéronautique et de l'espace octroya le Prix Icare 2015 à Didier Evrard le 22 mai 2015, en appréciant sa gestion de qualité sur le programme effectuée depuis 2007. Il avait été nommé directeur général de tous les programmes d'Airbus le 1er janvier 2015.

## Commandes et livraisons
Cinq mois après le lancement du programme, Airbus enregistre sa première commande ferme de 20 appareils par China Eastern le 26 octobre 2006. En 2007 les ventes s’enchaînent pour atteindre 289 appareils vendus dans l'année, dont 101 en configuration A350-800. Cette version sera finalement abandonnée en 2011 et les ventes converties en configuration A350-900 et A350-1000. La crise du marché aérien entre 2008 et 2012, et le retard pris par le programme entraînent un ralentissement des ventes et quelques annulations. Le premier vol de l'appareil le 14 juin 2013 permet à Airbus de relancer son carnet de commandes. 2014 est marquée par l'annulation par Emirates de 70 commandes le 11 juin. Mais le 18 novembre 2019, Emirates annonce au Dubai Airshow une commande de 50 A350-900.
En 2023, les commandes brutes de A350 se sont élevées à 300 unités.
|  |

|  |

|           | Commandes* | Commandes* | Livraisons | Livraisons | Livraisons | Livraisons | Livraisons | Livraisons | Livraisons | Livraisons | Livraisons | Livraisons | Livraisons | Livraisons |
| Type      | Total      | Non livrés | Total      | 2014       | 2015       | 2016       | 2017       | 2018       | 2019       | 2020       | 2021       | 2022       | 2023       | 2024*      |
| --------- | ---------- | ---------- | ---------- | ---------- | ---------- | ---------- | ---------- | ---------- | ---------- | ---------- | ---------- | ---------- | ---------- | ---------- |
| A350-900  | 989        | 441        | 548        | 1          | 14         | 49         | 78         | 79         | 87         | 45         | 49         | 50         | 52         | 44         |
| A350-1000 | 300        | 206        | 94         |            |            |            |            | 14         | 25         | 14         | 6          | 10         | 12         | 13         |
| A350F     | 55         | 55         |            |            |            |            |            |            |            |            |            |            |            |            |
| Total     | 1344       | 702        | 642        | 1          | 14         | 49         | 78         | 93         | 112        | 59         | 55         | 60         | 64         | 57         |

*Au 31 décembre 2024

## Caractéristiques techniques
| Modèle                                                    | A350-800                                      | A350-900ULR             | ACJ350-900              | A350-900,                                     | A350-1000,                                    | ACJ350-1000             | ACJ350-1000             |
| --------------------------------------------------------- | --------------------------------------------- | ----------------------- | ----------------------- | --------------------------------------------- | --------------------------------------------- | ----------------------- | ----------------------- |
| Équipage technique (PNT)                                  | 2                                             | 2                       | 2                       | 2                                             | 2                                             | 2                       | 2                       |
| Nombre typique de sièges                                  | 276 (3 classes) 312 (2 classes) 440 (maximum) | 173 (2 classes)         | 25                      | 325 (3 classes) 366 (2 classes) 440 (maximum) | 389 (3 classes) 440 (2 classes) 480 (maximum) | 25                      | 25                      |
| Capacité cargo (conteneurs)                               | 28 LD3                                        | 16 LD3                  | 36 LD3                  | 36 LD3                                        | 44 LD3                                        | 44 LD3                  | 44 LD3                  |
| Longueur                                                  | 60,54 m                                       | 66,89 m                 | 66,89 m                 | 66,89 m                                       | 73,78 m                                       | 73,78 m                 | 73,78 m                 |
| Hauteur de la queue                                       | 17,05 m                                       | 17,05 m                 | 17,05 m                 | 17,05 m                                       | 17,08 m                                       | 17,08 m                 | 17,08 m                 |
| Envergure                                                 | 64,75 m                                       | 64,75 m                 | 64,75 m                 | 64,75 m                                       | 64,75 m                                       | 64,75 m                 | 64,75 m                 |
| Surface alaire                                            | 443 m2                                        | 443 m2                  | 443 m2                  | 443 m2                                        | 443 m2                                        | 443 m2                  | 443 m2                  |
| Angle de flèche                                           | 35°                                           | 35°                     | 35°                     | 35°                                           | 35°                                           | 35°                     | 35°                     |
| Largeur du fuselage                                       | 5,96 m                                        | 5,96 m                  | 5,96 m                  | 5,96 m                                        | 5,96 m                                        | 5,96 m                  | 5,96 m                  |
| Largeur de la cabine                                      | 5,61 m                                        | 5,61 m                  | 5,61 m                  | 5,61 m                                        | 5,61 m                                        | 5,61 m                  | 5,61 m                  |
| Masse à vide = OEW ≠ Masse Maximale Sans Carburant (MZFW) | 170 000 kg                                    | 195 700 kg              | 195 700 kg              | 195 700 kg                                    | 220 000 kg                                    | 220 000 kg              | 223 000 kg              |
| Masse maximale au décollage (MTOW)                        | 248 000 kg                                    | 280 000 kg              | 280 000 kg              | 280 000 kg                                    | 316 000 kg                                    | 316 000 kg              | 319 000 kg              |
| Masse maximale à l'atterrissage (MLW)                     | 190 000 kg                                    | 207 000 kg              | 207 000 kg              |                                               | 236 000 kg                                    | 236 000 kg              | 236 000 kg              |
| Vitesse de croisière typique                              | Mach 0,85                                     | Mach 0,85               | Mach 0,85               | Mach 0,85                                     | Mach 0,85                                     | Mach 0,85               | Mach 0,85               |
| Vitesse de croisière maximale                             | Mach 0,89                                     | Mach 0,89               | Mach 0,89               | Mach 0,89                                     | Mach 0,89                                     | Mach 0,89               | Mach 0,89               |
| Rayon d'action maximal                                    | 15 270 km                                     | 17 964 km               | 20 550 km               | 15 000 km                                     | 16 100 km                                     | 18 242 km               | 19 100 km               |
| Kérosène transportable                                    | 138 000 ℓ                                     | 166 488 ℓ               | 166 500 ℓ               | 141 000 ℓ                                     | 158 791 ℓ                                     | 158 791 ℓ               | 164 000 ℓ               |
| Plafond                                                   | 13 137 m (43 100 pieds)                       | 13 137 m (43 100 pieds) | 13 137 m (43 100 pieds) | 13 137 m (43 100 pieds)                       | 13 137 m (43 100 pieds)                       | 13 137 m (43 100 pieds) | 13 137 m (43 100 pieds) |
| Réacteurs (x2)                                            | RR Trent XWB-75                               | RR Trent XWB-84         | RR Trent XWB-84         | RR Trent XWB-84                               | RR Trent XWB-97                               | RR Trent XWB-97         | RR Trent XWB-97         |
| Poussée (x2)                                              | 337 kN                                        | 374,5 kN                | 374,5 kN                | 374,5 kN                                      | 431.5 kN                                      | 431.5 kN                | 431.5 kN                |

## Incidents et accidents

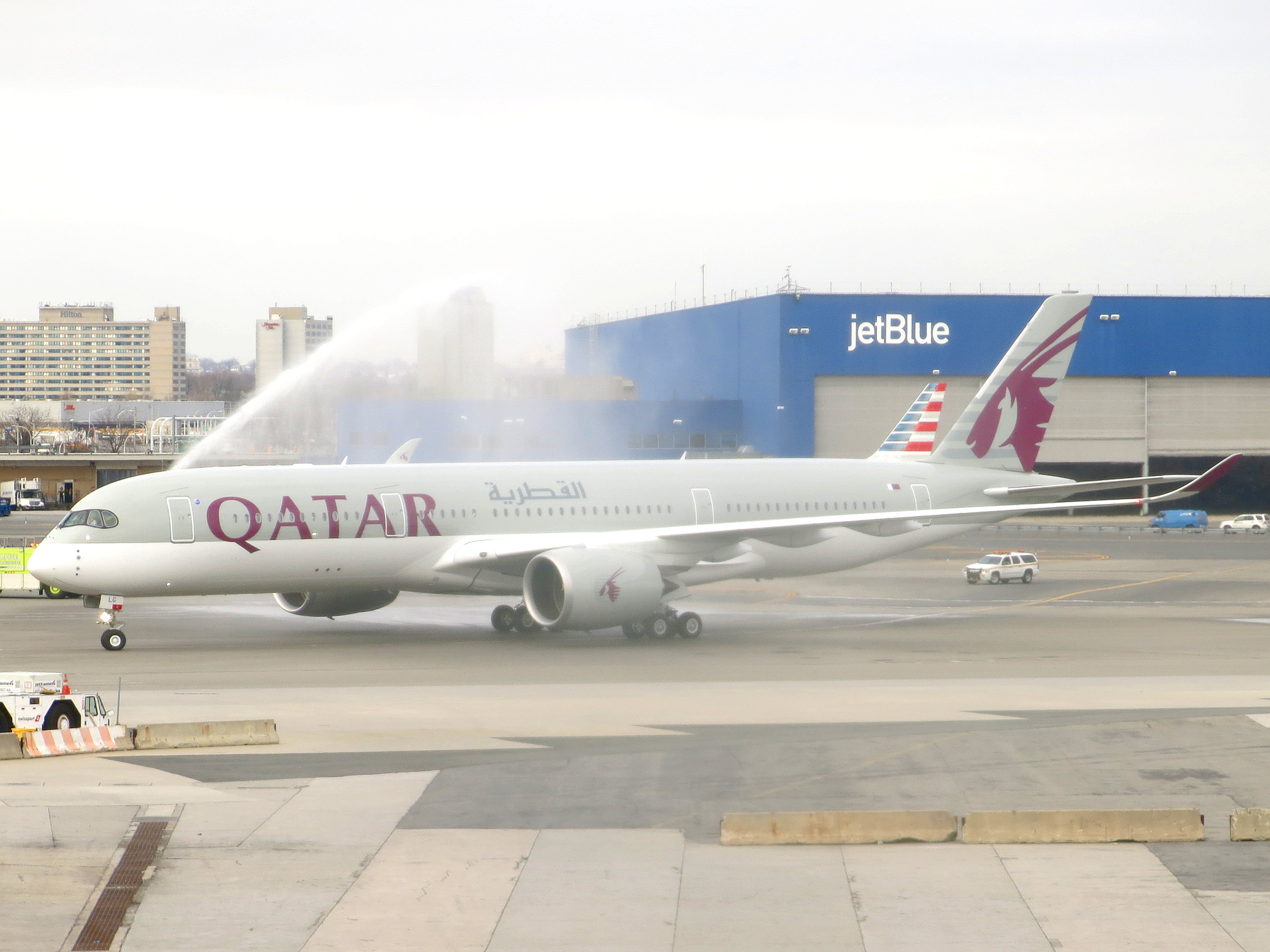
Arrivée d'A7-ALG à JFK,
le 8 décembre 2015.

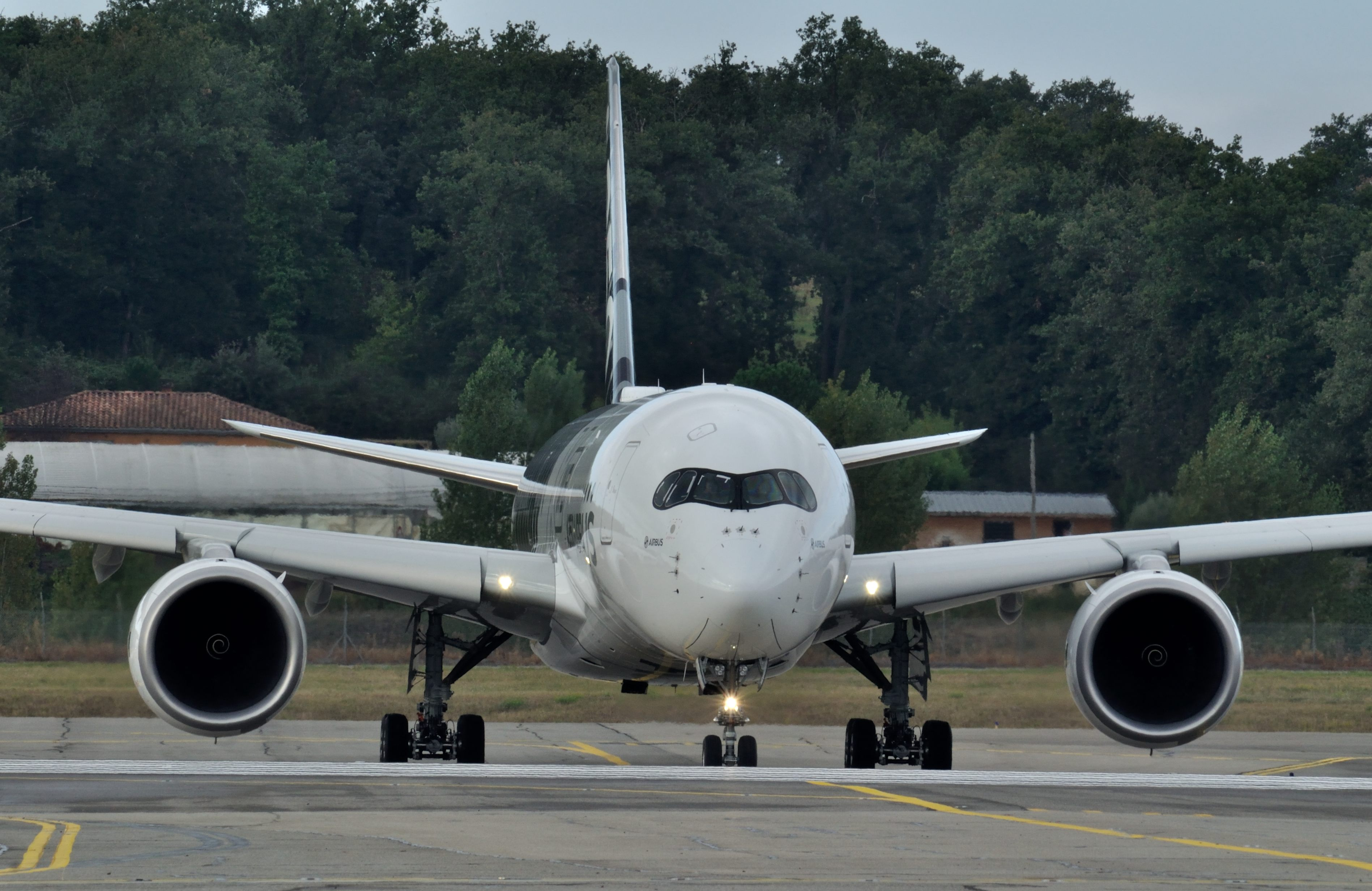
Grâce à l'extrême largeur du fuselage (XWB) et à une forme optimisée telle l'œuf, on obtient une cabine agréable, en conservant la capacité de fret.

### Détérioration récurrente du revêtement de surface
La structure innovante en carbone de l'A350 est à l'origine de problèmes d'usure précoce de la surface, provoquant un effritement de la peinture, qui a été observé par certaines compagnies clientes à partir de 2016. Qatar Airways a été contraint en juin 2021, sur la demande du régulateur du pays, de maintenir au sol 20 de ses 53 Airbus A350. Airbus a souligné en novembre 2021 que ce problème était purement esthétique et n'avait aucun impact sur la sécurité de l'avion. D'après le constructeur, celui-ci pourrait être notamment lié au fait que les appareils de certaines compagnies aériennes sont soumis à des variations de température plus élevées que d'autres. Airbus a annoncé, le 9 décembre 2021, qu'elle demandait une évaluation juridique indépendante pour résoudre son litige avec la compagnie Qatar Airways.
Airbus a décidé, depuis fin 2022, d’utiliser une feuille de cuivre perforée (PCF) à la place d’une feuille de cuivre étendue (ECF) entre la peinture et le fuselage de carbone sur le fuselage arrière des A350-900 et A350-1000, la sous-couche étant essentielle pour garantir l’intégrité du fuselage en cas de coup de foudre. À la suite de ces évolutions jugées comme importantes, Qatar Airways a demandé l'accès à certaines données brutes de modélisation de l’A350. Le juge David Waksman réclamant, de son côté, la mise à disposition des correspondances entre la compagnie aérienne et l'Autorité de l'aviation civile du Qatar (QCAA) concernant les motivations de la révocation du certificat de navigabilité.
Le 1er février 2023, Airbus et Qatar Airways ont annoncé avoir trouvé un accord à l’amiable, incluant un programme de réparation et la remise en service des avions immobilisés au sol.

### Collision de l'aéroport international de Tokyo-Haneda
JAL516 (JA13XJ), le 2 janvier 2024, à Tokyo-Haneda : un A350-941 de la compagnie Japan Airlines rentre en collision avec un Dash 8 de la garde côtière du Japon, engagé sur la piste par erreur. L'accident provoque la perte des deux appareils et la mort de cinq passagers du Dash 8. Les 379 passagers et membres d'équipage de l'Airbus ont été évacués avant l'embrasement de l'appareil.

### Autres incidents
- QTR7452 (A7-ALG), le 10 décembre 2015, à New York JFK : le décollage du premier vol atlantique vers Doha fut interrompu à la suite d'un freinage automatique de l'appareil, ce nouveau système ayant détecté que la piste 22R choisie (3 682 m) était trop courte. Autorisé, l'appareil partit deux heures plus tard en utilisant une autre piste, la 31L (4 423 m). Aucun des passagers ne fut blessé. Auparavant, un 777-300ER de Qatar Airways avait subi un dépassement de piste à Miami en septembre 2015, l'équipage n'ayant pas correctement lu les chiffres indiqués[184].

- Le prototype MSN1 embourbé sur la piste de Limoges-Bellegarde entraîna une fermeture de l’aéroport le 9 février 2016[185].

- FWI542 (F-HNET), le 22 août 2017, un A350-941 de la compagnie Air Caraïbes reliant Paris Orly (LFPO) à Pointe-à-Pitre (TFFR) a fait une sortie de piste du fait de rafales au seuil de piste et d'une mauvaise visibilité. Le train d'atterrissage central a touché l'herbe et le pneu a éclaté. Aucun blessé à signaler mais le trafic de l'aéroport Pôle Caraïbes fut interrompu entre 18 h et 20 h 40.

- AFR356 (F-HTYH) : un A350-941 d'Air France, en provenance de Paris, a été endommagé, le 21 janvier 2024, lors de l'atterrissage à l'aéroport international Pearson de Toronto. La queue de l'appareil a involontairement touché la piste 24L à la suite de la décision du commandant d'interrompre l'atterrissage et de remettre les gaz. 15 minutes plus tard, il réussit à atterrir. Alors que l'incident n'a provoqué aucun blessé, F-HTYH a été immobilisé, à la suite de cet impact de queue, qui a causé des dommages importants[186],[187]. Réparé par l'équipe d'Airbus, l'appareil a repris ses vols en automne selon le site FlightRadar24[188].

- CPA383 (B-LXI) : un A350-1041 de Cathay Pacific a subi le 2 septembre 2024, après son départ de Hong Kong vers Zurich, l'incendie d'un moteur, qui a obligé l'appareil à retourner à Hong Kong. La compagnie a identifié la cause : défaillance d'un tuyau de carburant à haute pression. Comme Cathay Pacific, qui avait cloué sa flotte pour l'inspection, a trouvé plusieurs cas semblables dans d'autres moteurs, l'Agence européenne de la sécurité aérienne a demandé, à partir du 9 septembre, d'inspecter tous les moteurs des 86 A350-1041 livrés. Concernant les moteurs ayant effectué au moins 2 300 cycles (vols) ou plus de 18 500 heurs de vol depuis leur production ou leur dernière visite de maintenance, la compagnie qui exploite l'A350-1041 doit inspecter ceux-ci dans un délai de 72 heures. Cela concerne uniquement le moteur Trent XWB-97, et donc l'A350-941 n'est pas affecté[189].
- VIR008 (G-VPOP) : le 11 septembre 2024, MSN298 (A350-1041) de Virgin Atlantic a subi, après son décollage à partir de Los Angeles, un problème hydraulique. 25 minutes après; l'appareil a atterri sur la piste 25L, mais manque d'inversion de poussée (et en raison de carburant très lourd), le train principal a pris la fumée. Accompagné par un véhicule de pompiers, MSN298 a réussi à retourner au terminal[190].

## Records
Le vol commercial le plus long du monde est actuellement détenu par la compagnie Singapore Airlines avec un temps de vol de 18 heures 40 minutes. Il relie Singapour-New York.

## Appareils conservés
- MSN004 (ex F-WZNW) : Le 12 novembre 2024, MSN004, un des appareils d'essai qui était en stockage depuis février 2016, a été transféré sur le site de Daher dans les Hautes-Pyrénées. L'objectif est de soutenir un projet de formation auprès de l'UIMM Occitanie Adour-Pyrénées, lequel a pour but de promouvoir les métiers de l'industrie aéronautique et de former les jeunes talents. Dorénavant, cet établissement (Unions des Industries et Métiers de la Métallurgie Occitanie Adour-Pyrénées) est le propriétaire officiel de cet appareil de haute technologie, qui le gardera près de l'aéroport de Tarbes-Lourdes-Pyrénées[191].

## Galerie - nouveauté de l'A350

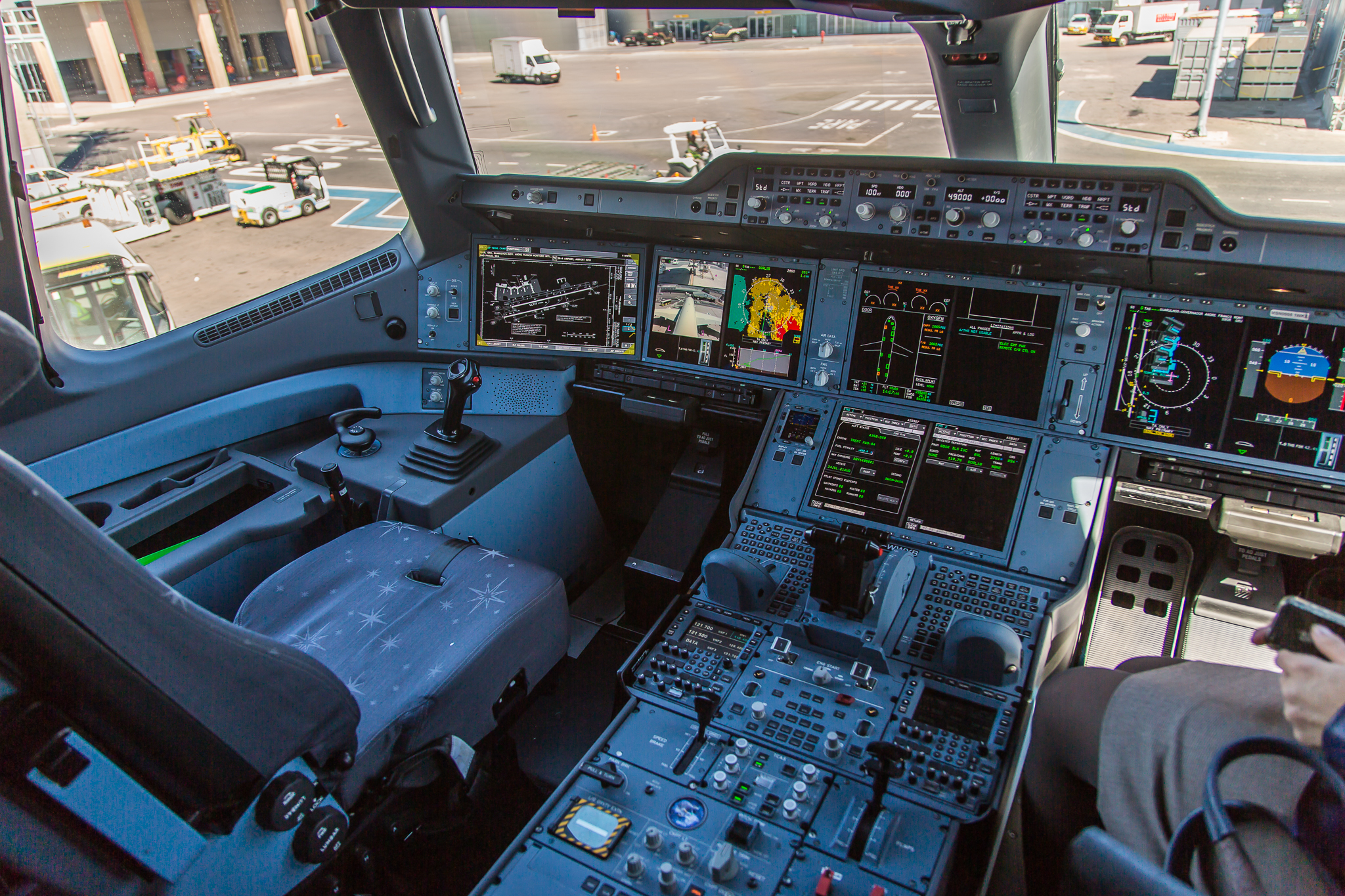
Le cockpit est équipé de 6 principaux écrans de grande taille.
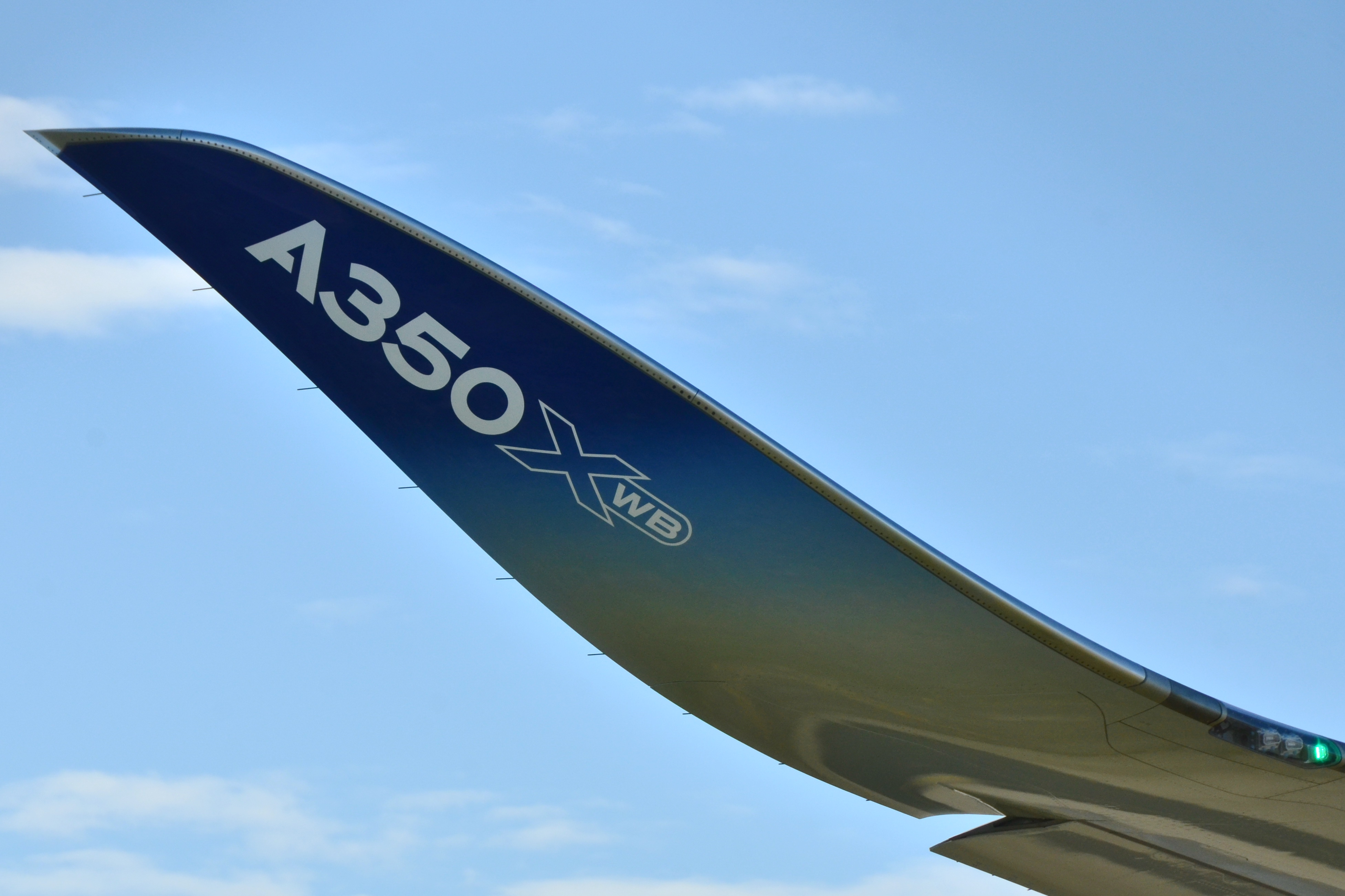
Winglet sophistiquée en trois dimensions.
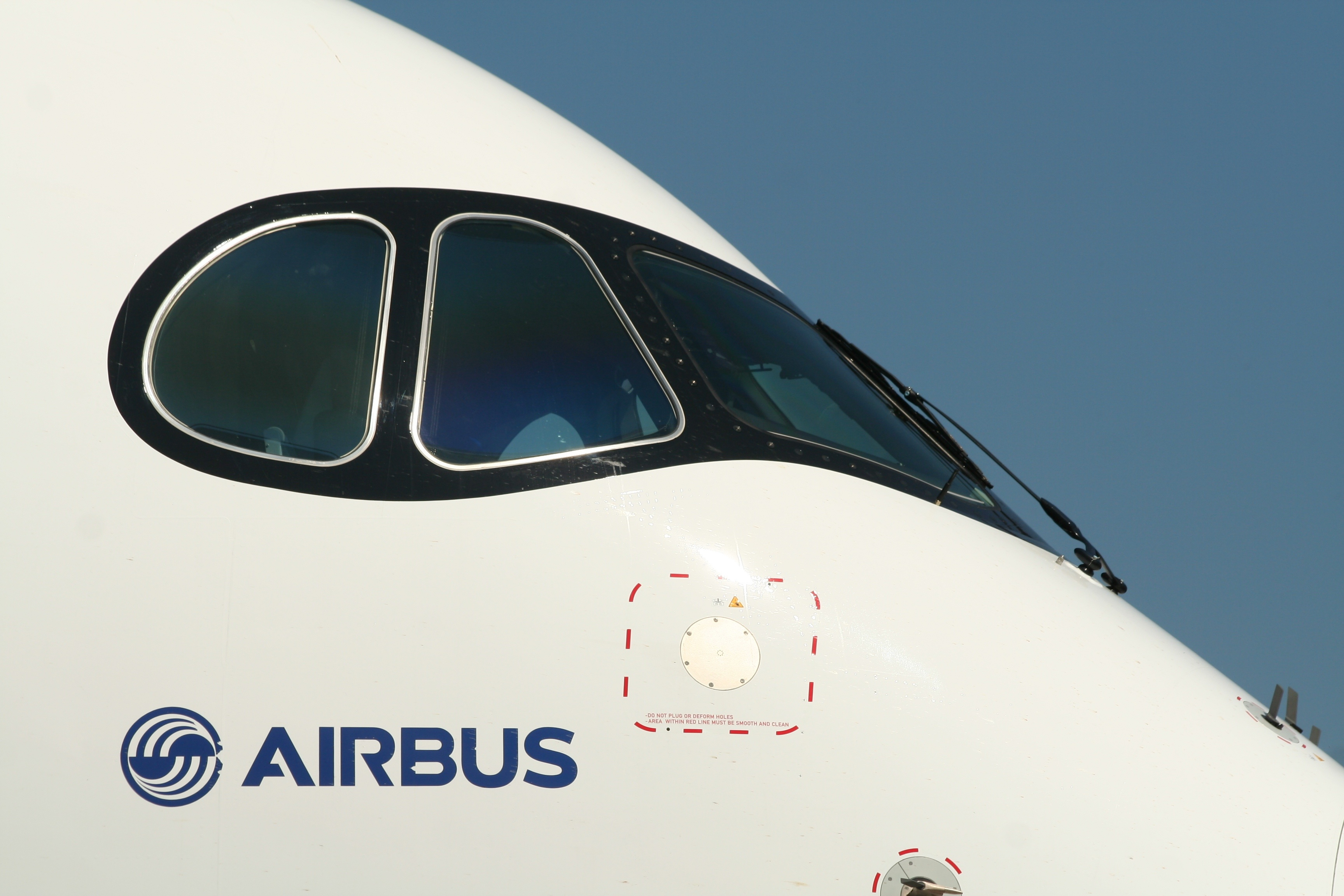
Le pare-brise arbore un liseré noir, parfois comparé à un « masque de raton-laveur ». Une première pour un appareil d'Airbus.
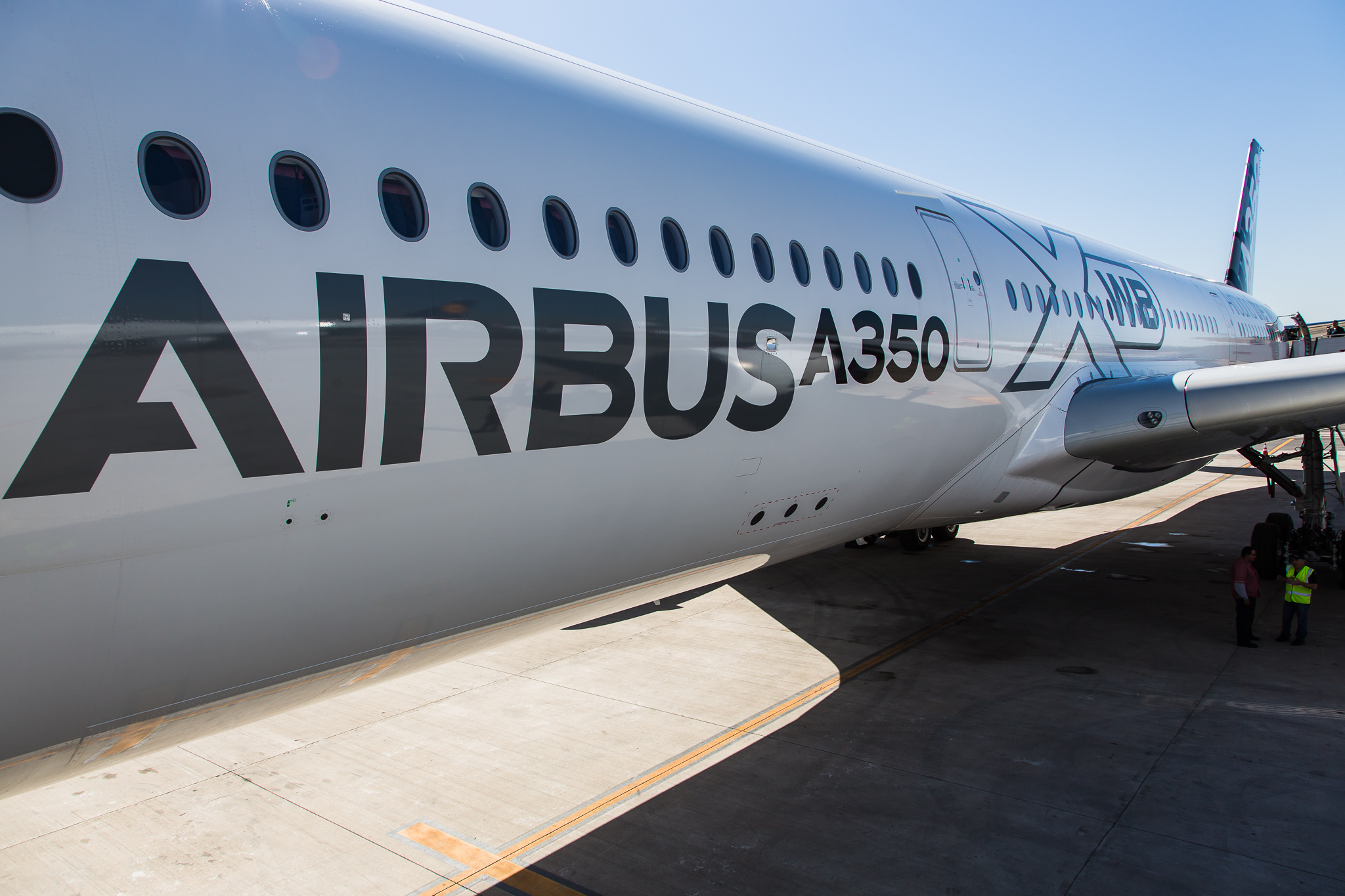
Les forme et taille du hublot furent améliorées (un grand hublot par rangée).